# Danh sách quân chủ Moldova
Dưới đây là danh sách vương công xứ Moldova từ khi được đề cập là một chính thể nhà nước trung cổ nằm giữa ở phía Đông dãy Karpat cho đến khi hợp nhất vào các tỉnh liên hiệp România thống nhất năm 1862.

## Lưu ý
Việc xác định người được chọn cai trị không rõ ràng do các định nghĩa tương đối lỏng lẻo theo thông lệ về các gia tộc được cho là có quyền cai trị vùng đất. Theo nguyên tắc, các vương công được chọn có thể là những đứa con hoang của các vương công trước đó (tiếng România: os de domn, tức là những đứa con mang dòng máu Vương công) hay theo kiểu thừa kế thông thường (tiếng România: heregie); hội đồng boyar sẽ chịu trách nhiệm bầu cử nhưng các boyar thì rất dễ chịu sự dao động trong quá trình này. Hệ thống này thường bị thách thức bởi những kẻ tiếm vị, và đối với thời kỳ Fanariot là việc bổ nhiệm vương công trực tiếp từ các hoàng đế Ottoman. Trong khoảng thời gian từ năm 1828 đến năm 1878 (thời điểm România độc lập), một số hệ thống tuyển cử cũng như lựa chọn bổ nhiệm đã được thử nghiệm. Đối với các vương công xứ Moldova , cũng giống như với xứ láng giềng Valahia, đều sử dụng tước xưng là Voivode (vương công) hoặc/và Hospodar (lãnh chúa); những cụm từ này khi sử dụng trong tiếng România được gọi là Domn (từ tiếng Latin là dominus).
Tên gọi người cai trị không thống nhất giữa các tài liệu, một số thậm chí chỉ xuất hiện ở các tài liệu không phải là tiếng România. Tên được sử dụng là tên được gọi bởi các sử gia hiện đại hay từ một vài nguồn tham khảo khác nhau.
Dưới đây là danh sách theo các nghiên cứu của Ștefan S. Gorovei và Constantin Rezachevici.

## Danh sách
Ghi chú

### Nhà Drăgoșești
| Người cai trị                            | Chân dung   | Thời gian cai trị                                     | Hôn nhân                               | Ghi chú |
| ---------------------------------------- | ----------- | ----------------------------------------------------- | -------------------------------------- | --- |
| Dragoș I (? – Giữa các năm 1353 và 1361) | không khung | Giữa các năm 1345 và 1359 – Giữa các năm 1353 và 1361 | Không rõ thông tin Ít nhất 2 người con | Theo các biên niên sử sớm nhất của Moldava, ông là vị vương công đầu tiên của xứ này. Được vua Lajos I của Hungary cử đi và sau đó là đứng đầu một phiên biên trấn để bảo vệ Hungary chống lại Kim Trướng Hãn Quốc. |
| Sas (? – k. 1357/1364)                   | không khung | k. 1353/1360 – k. 1357/1364                           | Không rõ thông tin Ít nhất 4 người con | Con của Dragoș I. |
| Balc (? – k. 1399 (?))                   |             | 1359/1364 (?)                                         | Không rõ thông tin                     | Con của Sas. Biên niên sử của România không đề cập đến ông trong danh sách các vương công, nhưng ông có khả năng cai trị xứ Moldava trong một thời gian ngắn trước khi bị người kế nhiệm phế truất.                 |

### Nhà Bogdan-Mușat
| Người cai trị                                          | Chân dung                                               | Thời gian cai trị | Hôn nhân | Ghi chú |
| ------------------------------------------------------ | ------------------------------------------------------- | --- | --- | --- |
| Bogdan Người khai quốc (? – Giữa các năm 1365 và 1367) | không khung                                             | Giữa các năm 1359 và 1365 – Giữa các năm 1365 và 1367                                                                         | Maria 3 người con | Vương công vùng Maramureș cho đến năm 1365. Rời vùng này đến Moldava (trước năm 1365) rồi lật đổ Sas, con của Balc dưới sự giúp đỡ của các quý tộc địa phương. Đối lập với quyền tể trị của Lajos I của Hungary. |
| Petru I (? – Sau năm 1368)                             |                                                         | Giữa các năm 1365 và 1367 – Sau năm 1368 (?)                                                                                  | Không kết hôn | Cháu trai của Bogdan I. Sự cai trị của ông không được một số sử gia hiện tại công nhận. Mặc dù vậy ông là người lãnh đạo nhân dân Moldova chống lại cuộc xâm lược của người Ba Lan do kẻ tiếm vị là anh trai ông Ștefan dẫn đầu. |
| Lațcu (k. 1345 – 1375)                                 | không khung                                             | Tháng 7 năm 1367 – 1375 | Ana Trước năm 1372 1/3 người con | Con của Bogdan I. Cố gắng thiết lập các giáo phận Công giáo trực thuộc Toà Thánh nhằm thoát khỏi ảnh hưởng của Lajos I, tuy nhiên không thành công và trên lý thuyết nhà nước của ông vẫn chịu ảnh hưởng của ông này. |
| Petru II (? – 1391)                                    | không khung                                             | 1375 – Tháng 12 năm 1391 | Không rõ tên Trước năm 1388 1/3 người con Olga Piast-Mazowiecka 1388 1/2 người con | Cháu trai Bogdan I. Giữ quan hệ tốt với vua Ba Lan là Władysław II Jagiełło. Là vương công đầu tiên của xứ Moldava đúc tiền xu riêng. |
| Roman I (? – 1391)                                     | không khung                                             | Tháng 12 năm 1391 – Tháng 3 năm 1394                                                                                          | Anastazja 3/4 người con | Cháu trai Bogdan I. Chư hầu Władysław II qua triều cống nhưng lại hỗ trợ vương công Fedir Koriatovych xứ Podolia chống lại Ba Lan và Lithuania. Những nỗ lực này không thành công và ông buộc phải thoái vị rồi nhường ngôi cho con trai ông. Là nhà cai trị Moldava đầu tiên sử dụng danh xưng "Nhà cai trị vĩ đại và duy nhất, bởi sự thương xót của Chúa, người cai trị Công quốc Moldava từ nơi núi non cho đến miền biển cả". |
| Ștefan I (k. 1364 – 1399)                              | không khung                                             | Tháng 3 năm 1394 – Trước 28 tháng 11 năm 1399                                                                                 | Không kết hôn | Con trai Roman I. Chư hầu Ba Lan do giúp ông lên ngôi thay cha. Đánh bại cuộc xâm lược của Sigismund nhằm bắt Moldava phải trở thành chư hầu cho Hungary. Mất không lâu sau trận sông Vorskla. |
| Iuga kẻ bị què (? – 1400)                              |                                                         | Trước 28 tháng 11 năm 1399 – 19 tháng 7 năm 1400                                                                              | Không rõ thông tin | Con trai Roman Mușat. Bị Mircea phế truất để nhường ngôi cho kẻ tiếm vị là người anh em kế Alexandru cùng em ruột Bogdan. |
| Alexandru I Tốt lành (k. 1375 – 1432)                  | không khung                                             | 23 tháng 4 năm 1400 – 1 tháng 1 năm 1432                                                                                      | Margit xứ Lučenec k. 1394/1400 2 người con Anna Yuryevna xứ Podolsk k. 1405 3 người con Rimgailė xứ Litva 1419 (ly hôn 13 tháng 12 năm 1421) Không có con Marena Bratul 1421 1 người con             | Con trai Roman Mușat. Trong thì tiến hành cải cách tiền tệ, quan liêu, giải quyết xung đột tôn giáo (giữa Nhà thờ Chính thống giáo Moldava với Thượng phụ Constantinopolis) cũng như lần đầu xác nhận chế độ nô lệ; ngoài thì đảm bảo liên minh với Ba Lan và Valahia chống Hungary (bằng các cuộc chiến chống Giáo quốc Teuton và Ottomans), can thiệp và cuộc tranh giành vị trí vương công xứ Valahia (giai đoạn 1420–1431) cũng như phá vỡ liên minh với Ba Lan khi nước này khi ông thấy cần thiết (Chiến tranh Ba Lan–Ottoman và Nội chiến Litva). |
| Jupan Bogdan (?) (? – 1407)                            |                                                         | 23 tháng 4 năm 1400 – 8 tháng 3 năm 1407                                                                                      | Oltea xứ Valahia (?) 1403 1 người con | Con trai Roman Mușat (?). Đồng cai trị cùng người anh trai kế là Alexandru I cho đến năm 1407 thì mất. |
| Iliaș I (1409 – 1448)                                  |                                                         | 1 tháng 1 năm 1432 – Tháng 10 năm 1433                                                                                        | Maria Holszańska của Ba Lan Giữa các năm 1421 và 1427 3 người con | Con trai Alexandru I Mușat. Hỗ trợ cai trị cho cha trước đó. Bị em trai Stefan (sau là Stefan II) phế truất và trốn sang Ba Lan. |
| Ștefan II (k. 1410 – 1447)                             |                                                         | Tháng 9 năm 1434 – 13 tháng 7 năm 1447                                                                                        | Maria Không có con | Con trai ngoài giá thú của Alexandru I Mușat. Phế truất Iliaș I dưới sự giúp sức của các boyar ủng hộ ông và quân đội Valahia, đồng thời thuyết phục được vua Ba Lan lúc bấy giờ là Władysław II giam Iliaș (nhằm đổi lấy xứ Pokucie). Sau đó anh trai được thả và trở về phục vị nhưng bất phân thắng bại và được vua Ba Lan giao cho 4 phần đất cai trị ở phía Nam Moldova là Tecuci, Chilia, Vaslui, and bình nguyên Covurlu và cùng trị vì cùng người anh trai Iliaș. Sau phế truất anh trai, chọc mù rồi giết ông này. Bị Roman II giết chết cùng các quý tộc ủng hộ ông. |
| Iliaș I (1409 – 1448)                                  |                                                         | 4 tháng 8 năm 1435 – Tháng 10 năm 1443                                                                                        | Maria Holszańska của Ba Lan Giữa các năm 1421 và 1427 3 người con | Lên ngôi lần thứ hai dưới sự giúp sức và sau đó là việc của Władysław III Warneńczyk đứng ra đàm phán sau khi bất phân thắng bại tại trận Podraga. Đồng cai trị cùng Stefan II cho đến khi bị ông này xé bỏ hiệp ước, phế truất, chọc mù rồi giết ông. |
| Petru III (1422 – 1452)                                |                                                         | Tháng 3/4/5 năm 1444 – Tháng 4 năm 1445                                                                                       | Một người chị gái không rõ tên của János Hunyadin Giữa tháng 9/12 năm 1447 và tháng 2/3/4 năm 1448 Không có con                                                                                      | Con trai Alexandru I Mușat. Hai lần đầu tiên đồng cai trị với Stefan II (thứ nhất) và Roman II (thứ hai) đều không được như mong muốn: với lần đầu tiên có vẻ như việc phế truất Stefan dựa vào quân Transylvania không thành công, buộc ông phải thoái vị; còn lần thứ hai thì gần như bị Roman II ám sát và phải trốn sang Transilvania. |
| Petru III (1422 – 1452)                                | 22 tháng 8/13 tháng 7 – 23 tháng 12/15 tháng 9 năm 1447 | | Một người chị gái không rõ tên của János Hunyadin Giữa tháng 9/12 năm 1447 và tháng 2/3/4 năm 1448 Không có con                                                                                      | Con trai Alexandru I Mușat. Hai lần đầu tiên đồng cai trị với Stefan II (thứ nhất) và Roman II (thứ hai) đều không được như mong muốn: với lần đầu tiên có vẻ như việc phế truất Stefan dựa vào quân Transylvania không thành công, buộc ông phải thoái vị; còn lần thứ hai thì gần như bị Roman II ám sát và phải trốn sang Transilvania. |
| Roman II (1426 – 1448)                                 |                                                         | 13 tháng 7 năm 1447 – 23 tháng 2 năm 1448                                                                                     | Không kết hôn | Con trai Iliaș I Mușat. Lên ngôi dưới sự hỗ trợ của người Ba Lan. Đồng cai trị cùng Petru III rồi phế truất ông này sau này. Bị Petru III lật đổ rồi khoảng nửa năm sau đó thì xử tử bằng thuốc độc với ông. |
| Petru III (1422 – 1448/1449/1452)                      |                                                         | 23 tháng 2 năm 1448 – 10 tháng 10 năm 1448                                                                                    | Một người chị gái không rõ tên của János Hunyadin Giữa tháng 9/12 năm 1447 và tháng 2/3/4 năm 1448 Không có con                                                                                      | Lên ngôi lần cuối dưới sự hỗ trợ của János Hunyadin. Sau đó không lâu thì triều cống cho Ba Lan. Tranh cãi về việc tại sao ông không còn ở trên ngôi vị và số phận ông sau này. |
| Csupor de Monoszló (? – ?)                             |                                                         | 10 tháng 10 năm 1448 – Tháng 12 năm 1448/Tháng 2 năm 1449                                                                     | Không rõ thông tin | Chỉ huy Hungary gốc Croatia thuộc nhà Monoszló. Là một trong số các tướng lĩnh của János Hunyadin trong đám quân được ông này điều đi để hỗ trợ Roman II lên ngôi. Cai trị sau khi Roman II rời bỏ ngôi vị mà nguyên nhân còn gây tranh cãi. Alexăndrel sau đó kế nhiệm ông. Chỉ có Grigore Ureche là đề cập về việc ông này lên làm vương công xứ Moldova. |
| Alexăndrel II (k. 1375 – 1432)                         |                                                         | Tháng 12 năm 1448/Tháng 2 năm 1449 – 12 tháng 10 năm 1449                                                                     | Không kết hôn | Con của Iliaș I Mușat. Ưa thích liên minh với Ba Lan-Litva khiến ông này lên nắm quyền sau khi được các boyar ủng hộ liên minh với Khối Thịnh vượng chung hỗ trợ. Bị quân của Bogdan II đánh bại không lâu sau đó và buộc phải chạy trốn sang Ba Lan. |
| Bogdan II (1409 – 1457)                                | không khung                                             | 12 tháng 10 năm 1449 – 15/17 tháng 10 năm 1451                                                                                | Marena Bratul 1421 1 người con | Tranh cãi về cha mẹ ông: hoặc là con ngoài giá thú của Alexandru I, hoặc là con của đồng vương công và cũng là anh trai Alexandru I là Jupan Bogdan. Được quân của János Hunyadin trợ giúp lên ngôi. Có mối quan hệ tốt với Hungary. Bị Petru Aron giết tại Reuseni trong khi tham dự một đám cưới tại đây. |
| Petru IV Aron (? – 1467)                               | không khung                                             | 15/17 tháng 10 năm 1451 – 24 tháng 2 năm 1452                                                                                 | Một người vợ không rõ tên 1 người con | Con ngoài giá thú của Alexandru I. Lên ngôi sau khi giết người tiền nhiệm là Bogdan II. Bị Alexăndrel II truất ngôi không lâu sau đó. |
| Alexăndrel II (k. 1375 – 1432)                         |                                                         | 24 tháng 2 năm 1452 – 22 tháng 8 năm 1454                                                                                     | Không kết hôn | Lên ngôi lần thứ hai sau khi phế truất Peter IV Aron dưới sự ủng hộ của các boyar. Tiến hành hoà giải với János Hunyadin và tuyên bố trung thành với Ba Lan. Bị một số quý tộc phản bội cùng Peter IV Aron lật đổ lần thứ hai. |
| Petru IV Aron (? – 1467)                               | không khung                                             | 22 tháng 8 năm 1454 – Tháng 2 năm 1455                                                                                        | Một người vợ không rõ tên 1 người con | Cai trị lần thứ hai. Bị Alexăndrel thay thế ngôi vị trong một hoàn cảnh không được ghi chép. |
| Alexăndrel II (k. 1375 – 1432)                         |                                                         | Tháng 2 năm 1455 – 25 tháng 3 năm 1455                                                                                        | Không kết hôn | Lên ngôi lần thứ ba và cai trị một thời gian ngắn trước khi bị Peter IV Aron lật đổ. Ông rút lui về pháo đài Trắng và chết ở đây do bị đầu độc. |
| Petru IV Aron (? – 1467)                               | không khung                                             | 25 tháng 3 năm 1455 – 12 tháng 4 năm 1457                                                                                     | Một người vợ không rõ tên 1 người con | Lên ngôi lần thứ ba. Xác nhận các đặc quyền thương mại với Ba Lan rồi tuyên bố là chư hầu của Kazimierz IV rồi sau lại trả khoản tiền 2,000 ducat vàng cho Ottoman nhằm đảm bảo an ninh biên giới phía Nam với nước này. Bị Stefan III cùng quân Hungary (sau đó là Valahia) đánh bại rồi chạy lánh qua Ba Lan và Hungary. Bị bắt và xử tử sau trận Baia |
| Ștefan III Vĩ đại (? – 1504)                           | không khung                                             | 12 tháng 4 năm 1457 – 2 tháng 7 năm 1504                                                                                      | Mărușca (?) Ít nhất 1 người con Evdochia Olelkovici của Kiev 5 tháng 6 năm 1463 2 người con Maria xứ Mangup 14 tháng 9 năm 1472 4/5 người con Maria Voichița xứ Valahia Tháng 3 năm 1478 1 người con | Con và là đồng cai trị của Bogdan II trước khi bị Petru Aron giết cha khiến ông buộc phải chạy trốn. Sau này ông đánh bại xứ Petru III/IV và buộc ông này chạy trốn rồi đến sau cùng đánh bại và cho xử tử ông này. Là một trong những nhà cai trị có năng lực nhất của Moldova. Được nhà thờ Chính thống giáo Rômania phong thánh năm 1992. |
| Bogdan III Mắt chột (1479 – 1517)                      | không khung                                             | 2 tháng 7 năm 1504 – 20/22 tháng 4 năm 1517                                                                                   | Anastasia Sau 23 tháng 1 năm 1510 Không có con Ruxandra Basarab 27 tháng 7 năm 1513 Không có con | Con của Ștefan III. Việc hứa hôn với con gái của Aleksander I Jagiellończyk cũng như đòi đất Pokucie rất khó khăn, phải đến lần thứ ba thì Elżbieta, đối tượng mà ông hứa hôn, thì vua Ba Lan mới đồng ý là khế ước kết hôn. Tuy nhiên ông này mất không lâu sau và vua Ba Lan kế nhiệm là Zygmunt I Stary đã phá hiệp ước này. Sau các chiến dịch quân sự chống Valahia và Ba Lan thành công thì phải đối mặt với các cuộc đột kích tàn phá xứ Moldova của quân Tatar. Điều này khiến cho ông hoà giải với Ba Lan nhưng không thành công. Điều này khiến ông phải trở thành chư hầu Ottomans. Cuối triều đại mình ông còn phải đối phó với Peter Rareș, anh trai và cũng là kẻ tiếm vị ông và đã thành công.         |
| Ștefan IV Trẻ (k. 1505 – 1527)                         | không khung                                             | 20/22 tháng 4 năm 1517 – 14 tháng 1 năm 1527 (Luca Arbore nhiếp chính giai đoạn 20/22 tháng 4 năm 1517 – 1523)                | Stana Basarab Khoảng năm 1524 Không có con | Con ngoài giá thú của Bogdan III. Do còn nhỏ khi lên ngôi nên ông được boyar Luca Arbore nhiếp chính cho đến tuổi trưởng thành. Khi trưởng thành rồi thì tiến hành xử tử nhiếp chính cùng hai con. Mất tại Hotin, có thể là do bị đầu độc bởi vợ. |
| Petru V Aron (k. 1483 – 1546)                          | không khung                                             | 20 tháng 1 năm 1527 – 18 tháng 9 năm 1538                                                                                     | Maria Trước 1519 3/4 người con Jelena Branković 1530 4/5 người con | Con ngoài giá thú của Ștefan III. Là một thương nhân cá trước khi lên ngôi. Được các tiểu quý tộc và thợ thương thuyền và nông dân tự do bầu lên ngôi. Những năm đầu thiết lập chính sách hoà hảo với các nước Công giáo láng giềng sụp đổ khi người Thổ xâm chiếm Hungary. Ông buộc phải tiến hành chiến tranh tại Transilvania, lúc này là chư hầu và đang là nơi quân Ottoman đóng quân. Sau này bị người Ottoman cùng các boyar phản bội lật đổ và phải chạy sang lãnh địa của ông ở Transilvania lánh nạn. |
| Ștefan V Châu chấu (1496 – 1540)                       |                                                         | 18 tháng 9 năm 1538 – 20 tháng 12 năm 1540                                                                                    | Chiajna Trước năm 1540 2 người con | Con của Alexandru và là cháu trai của Ștefan III. Được người Thổ đưa lên ngôi sau khi đánh bại Petru IV. Giai đoạn ông trị vì đánh dấu việc kinh tế Moldova đi xuống cũng như lập trường chống Ottoman ngày càng gia tăng. Bị các boyar ám sát. |
| Alexandru III Cornea Ác quỷ (1490 – 1540)              |                                                         | 20 tháng 12 năm 1540 – 19 tháng 2 năm 1541                                                                                    | Không kết hôn | Con của Bogdan III hoặc Petru IV. Được các quý tộc dựng lên sau khi ám sát Ștefan V. Tiến hành các chiến dịch quân sự chống người Ottoman và sau đó tìm kiếm sự trợ giúp từ các nước Công giáo. Bị quân Ottoman dưới quyền người chú là Petru V đánh bại và sau đó là chặt đầu. |
| Petru V Aron (k. 1483 – 1546)                          | không khung                                             | 19 tháng 2 năm 1541 – 18 tháng 9 năm 1546                                                                                     | Maria Trước 1519 3/4 người con Jelena Branković 1530 4/5 người con | Lên ngôi lần thứ hai sau khi phế truất người tiền nhiệm và xử tử ông này, với việc trước đó ông được Sultan Suleiman I chấp thuận là vương công xứ này. Ông giúp Suleiman bắt giữ vương công xứ Transilvania là István Majláth tại Făgăraş nhưng không thành công trong việc chiếm Bistrita cũng như tham gia vào một cuộc thập tự chinh công giáo khác do Joachim II Hector, Tuyển hầu tước xứ Brandenburg dẫn đầu. |
| Iliaș II Rareș (1531 – 1562)                           | không khung                                             | 3 tháng 9 năm 1546 – 11 tháng 6 năm 1551 (Jelena Branković nhiếp chính)                                                       | Đa thê | Con của Petru V Rareș. Gia hạn hiệp ước đồng minh với Ba Lan và cùng tham gia đánh Transilvania cùng Valahia. Vương triều của ông là một chuỗi các xung đột của người dân và giới quý tộc Moldova về ông cùng các quan chức cố vấn người Ottomans. Thoái vị, nhường ngôi cho em trai rồi công khai cải sang đạo Hồi. |
| Ștefan VI Trẻ (1496 – 1540)                            | không khung                                             | 24 tháng 5 năm 1551 – 1 tháng 9 năm 1552 (Jelena Branković nhiếp chính)                                                       | Không kết hôn | Con trai của Petru V Rareș. Trong thời kỳ ông cai trị, ông tiến hành liên minh với người Thổ và tàn phá xứ Transilvania khi không thuyết phục được Đế quốc La Mã Thần thánh tham gia cùng ông chống lại người Ottoman. Tuy nhiên ông bị tướng Ý là Giambattista Castaldo và István Báthory đánh bại. Bị các boyar ám sát trên sông Prut không lâu sau đó. |
| Ioan Joldea (? – ?)                                    |                                                         | 1 tháng 9 năm 1552 – Trước 12 tháng 9 năm 1552                                                                                | Không rõ thông tin | Là người không thuộc tầng lớp quý tộc. Được các quý tộc nhà Sturza và Moghila bầu lên làm vương công. Bị quân Ba Lan dưới sự dẫn dắt của Alexandru IV Lăpușneanu phế truất, xẻo mũi rồi đưa vào tu viện cho đến lúc mất. |
| Alexandru IV Lăpușneanu (1499 – 1568)                  | không khung                                             | Trước 12 tháng 9 năm 1552 – 18 tháng 11 năm 1561                                                                              | Ruxandra Lăpușneanu xứ Moldova Tháng 1 năm 1556 2 người con | Con trai ngoài giá thú của Bogdan III. Lên ngôi lần đầu nhờ sự hỗ trợ quân sự từ Ba Lan. Tham gia can thiệp chính trị vào xứ Valahia những năm 1553 – 1554. Nhưng các chiến dịch quân sự chính của ông lại có liên quan mật thiết đến Isabella Jagiellon, chị của vua Ba Lan của Zygmunt II August. Bị quân đánh thuê trong một quan chức Venezia của triều đình ông là Ioan Iacob Heraclid lật đổ và bị người Ottoman đưa ra đảo Rhodes. |
| Ioan Iacob Heraclid (1527 – 1563)                      | không khung                                             | 18 tháng 11 năm 1561 – 4 tháng 11 năm 1563                                                                                    | Gilette d'André Trước 1554 Không có con | Sĩ quan gốc Malta-Hi Lạp. Đánh bại Alexandru Lăpușneanu tại Verbia và sau đó không lâu thì kiểm soát toàn bộ xứ Moldova. Thi hành các chính sách tôn giáo khoan dung và khuyến khích Tin lành hoá Moldova. Tuy nhiên các chính sách này tỏ ra không thành công và gây ra bất ổn xã hội ở Moldova. Ông cũng cho thi hafnh các hoạt động chính trị và quân sự để thống nhất ba xứ Moldova, Valahia và Transilvania lại thành một nhà nước. Tuyên bố là "Tuyển hầu tước xứ Valahia" khi ông đem quân xâm chiếm vùng này vào năm 1562. Sau đó trong một lễ rửa tội tại Suceava ông được cho là sử dụng tước xưng "vua" xứ Moldova. Bị quân của kẻ giả danh là Ștefan Tomșa đánh bại rồi bị giết ngay lập tức tại Suceava. |
| Ștefan VII Tomșa (? – 1564)                            |                                                         | 8 tháng 8 năm 1563 – 5 tháng 3 năm 1564                                                                                       | Một người vợ không rõ tên Ít nhất 2 người con | Phục vụ trong quân đội Ba Lan-Litva với tư cách là một hatman. Tuyên bố vương công xứ Moldova và ngày 8 tháng 8 năm 1563 rồi đến tháng 10 lật đổ Ioan Iacob Heraclid và giết chết ông này. Tuy nhiên ông không nhận được triều đình Ottomans công nhận và Alexandru Lăpușneanu được bổ nhiệm và được cử quân đến phế truất ông. Ông sau đó thất bại và trốn sang Ba Lan. Bị người Ba Lan bắt giam và sau đó xử tử theo lệnh Sigismund II Augustus. |
| Bogdan IV (1555 – 1574)                                | không khung                                             | 16 tháng 3 năm 1568 – Tháng 2 năm 1572 (Ruxandra Lăpușneanu nhiếp chính giai đoạn 16 tháng 3 năm 1568 – 21 tháng 11 năm 1570) | Vương thân nữ nhà Paniczewska 1571 1 người con | Con của Alexandru IV Lăpușneanu. Sau thời gian nhiếp chính của Ruxandra, ông tỏ ra là một nhà cai trị yếu kém và thiếu quyết đoán, nên bị Ioan II Voda lật đổ. Mất tại Moskva. |
| Ioan I Kẻ tồi tệ (1521 – 1574)                         | không khung                                             | Tháng 2 năm 1572 – 14 tháng 6 năm 1574                                                                                        | Maria Semionovna Rostovtchina 1552 2 người con | Con của Ștefan IV. Thi hành các chính sách khủng bố boyar cũng như lợi dụng quan hệ giữa mình, Ba Lan và Ottoman nhằm bảo vệ ngôi vương của mình. Bị kẻ tiếm vị dưới sự trợ giúp của quân đội Ottomans phế truất rồi giết chết sau một loạt các cuộc viễn chinh vào xứ Moldova. |

### Nhà Bogdan-Mușat(Với sự can thiệp của các gia tộc khác)
| Người cai trị                         | Chân dung   | Thời gian cai trị                                                             | Gia tộc          | Hôn nhân                                                                             | Ghi chú |
| ------------------------------------- | ----------- | ----------------------------------------------------------------------------- | ---------------- | ------------------------------------------------------------------------------------ | --- |
| Petru VI Què (1537 – 1594)            | không khung | 11 tháng 6 năm 1574 – 18 tháng 11 năm 1577                                    | Drăculea         | Maria Amiralis Trước 1591 2 người con Irina Botezata 27 tháng 1 năm 1591 1 người con | Con của Mircea III Dracul, Vương công xứ Valahia. Lên ngôi lần đầu dưới sự trợ giúp của Ottoman. Bị Ioan Kẻ giả mạo đánh bại 4 năm sau đó. |
| Ivan Pidkova (1533 – 1578)            | không khung | 18 tháng 11 năm 1577 – 31 tháng 12 năm 1577                                   |                  | Không rõ thông tin                                                                   | Là người Cossack và là attaman của Nhà nước Hetman Cossack. Tuyên bố là anh kế của Ioan I Vodă và đánh chiếm xứ Moldova cùng Hetman Yakiv Shah. Việc ông lên nắm quyền tại Moldova khiến tất cả các nước láng giềng của Moldova (kể cả người Ottomans) khi đó đem quân chống lại ông. Cuối cùng ông bị người Ba Lan bắt và chặt đầu. |
| Petru VI Què (1537 – 1594)            | không khung | 31 tháng 12 năm 1577 – 9 tháng 2 năm 1578                                     | Drăculea         | Maria Amiralis Trước 1591 2 người con Irina Botezata 27 tháng 1 năm 1591 1 người con | Khôi phục ngôi vị lần thứ hai và đánh đuổi Ioan Kẻ cưỡi ngựa. Khôi vục vị trí cho Giám mục đô thành Teofan II tại Iași. Bị kẻ tiếm vị tiếp theo là Alexander V Serbega chiếm Iași và buộc ông phải chạy trốn khỏi đây. |
| Oleksander Pidkova (? – 1578)         |             | 9 tháng 2 năm 1578 – 13 tháng 3 năm 1578                                      |                  | Không rõ thông tin                                                                   | Anh của cả bố lẫn mẹ của Ivan Pidkova. Dẫn quân Cossack vào xứ Moldova và chiếm Iași. Tuy nhiên Petru VI dẫn quân quay trở lại, vây hãm thành phố và sau 4 tuần thì bắt giữ ông khi ông cùng tuỳ tùng đang cố gắng chạy trốn. |
| Petru VI Què (1537 – 1594)            | không khung | 13 tháng 3 năm 1578 – 2 tháng 12 năm 1579                                     | Drăculea         | Maria Amiralis Trước 1591 2 người con Irina Botezata 27 tháng 1 năm 1591 1 người con | Khôi phục ngôi vị lần thứ ba sau khi vây hãm Iași trong gần 1 tháng. Sau này bị các boyar đối lập phàn nàn với triều đình Ottoman và kết quả là ông bị phế truất theo lệnh của Thượng Môn Toà và đày ra đảo Rhodes. |
| Ioan II Người Sachsen (? – 1582)      |             | 2 tháng 12 năm 1579 – 17 tháng 10 năm 1582                                    | Bogdan-Mușat     | Maria Palaiologina Trước 21 tháng 11 năm 1579 2 người con                            | Con ngoài giá thú của Petru IV. Được bầu lên dưới sự ủng hộ của triều đình Ottomans và người chị gái kế cùng cha là Chiajna, tuy nhiên sau khi được bầu ông phải tăng thuế để trả khoản hối lộ để giúp ông lật đổ Petru VI. Petru VI sau này thuyết phục được triều đình Ottoman cho ông quay lại vị trí bằng các điều khoản cống nạp như nâng khoảng cống nạp lên (thêm 10000 ducat lên 45000 ducat) cũng như trả các khoản nợ của ông. Sau này ông chạy sang Transilvania rồi Ba Lan và bị triều đình Ottomans ra lệnh xử tử theo yêu cầu tại Lviv tháng 9 năm 1582. |
| Petru VI Què (1537 – 1594)            | không khung | 17 tháng 10 năm 1582 – 9 tháng 8 năm 1591                                     | Drăculea         | Maria Amiralis Trước 1591 2 người con Irina Botezata 27 tháng 1 năm 1591 1 người con | Khôi phục ngôi vị lần thứ tư sau khi các boyar phế truất người được họ bầu lên trước đó. Sau đó ông phải đối mặt với việc bị quân Cossacks đột kích thường xuyên. Không những vậy người Ottoman còn yêu cầu tăng triêu cống lên thêm 3/4 (tức từ 20000 lến 35000 ducat) dù ông đã hối lộ một khoản tiền. Từ nhiệm vì sợ bị người Ottomans phế truất sẽ ảnh hưởng đến tính mạng con ông Ștefaniță khi nghe tin việc người Thổ phế truất cháu ông là Mihnea II (đang là vương công xứ Valahia) do không đáp ứng mức cống nạp từ phía Ottomans. Ông chạy đến Áo cùng gia quyến và mất tại đây. |
| Ștefan Șchiopul (1584 – 1602)         |             | 1589 – 9 tháng 8 năm 1591                                                     | Drăculea         | Florica Bassarab 1600 Không rõ thông tin con cái                                     | Con và là đồng nhiếp chính của Petru VI. |
| Aron Bạo chúa (Trước năm 1560 – 1597) |             | Tháng 9 năm 1591 – 7 tháng 6 năm 1592                                         | Mușatinilor      | Stanca Cantacuzino 1 người con                                                       | Gốc gác không rõ, nhưng ông tuyên bố là con của Alexandru Lăpușneanu. Việc ông được bổ nhiệm bởi người Ottoman gây ra một loạt vấn đề vì ông phải trả tiền hối lộ rất cao để được bầu và chức vụ của mình. Do vậy ông tiến hành tăng thuế đối với nông dân cũng như cho phép chủ nợ can thiệp vào chính sách tiền tệ. Tuy nhiên ông sớm phải chấm dứt việc này và quay lưng lại với chủ nợ cũ. Do những hành động kể trên cũng với việc đàn áp dữ dội quân nổi dậy ở Lăpușna và Orhei thì người Ottoman cho ông thoái vị. |
| Alexandru V Xấu xa (? – 1597)         |             | 7 tháng 6 năm 1592 – 19 tháng 8 năm 1592                                      | Bogdan-Mușat     | Không rõ Ít nhất 1 người con                                                         | Con trai Bogdan IV. Lên ngôi thay Aron Bạo chúa nhưng bị người Ottoman phế truất, ông này thuyết phục được người Ottomans cho quay trở lại vị trí. Là vương công xứ Valahia trong giai đoạn tháng 8 năm 1592 – tháng 9 năm 1593. |
| Petru VII Người Cossack (? – 1592)    |             | 19 tháng 8 năm 1592 – 25 tháng 10 năm 1592                                    | Bogdan-Mușat     | Không rõ thông tin                                                                   | Không rõ thân thế. Một số sử gia cho ông là con của Alexandru Lăpușneanu. Lên ngôi sau khi lật đổ Aron Bạo chúa (?) dưới sự trợ giúp của người Ba Lan. Ông thi hành các chính sách chống Ottoman rồi cuối cùng ông bị quân đội nước này hạ bệ. Ông sau đó bị áp giải đến Constantinopolis và bị siết cổ cho đến chết tại đây. |
| Aron Bạo chúa (Trước năm 1560 – 1597) |             | 25 tháng 10 năm 1592 – 24 tháng 4 năm 1595                                    | Mușatinilor      | Stanca Cantacuzino 1 người con                                                       | Lên ngôi lần thứ hai sau khi hứa trả nợ của người tiền nhiệm. Liên minh với Thân vương quốc Transilvania và thực hiện một số hành động chống người Công giáo Moldava, tuy nhiên lại bí mật mật liên minh với phe Công giáo nhằm tham gia liên minh chống Ottoman. Trong Trường chiến Ottoman, ông hỗ trợ xứ Valahia nổi dậy và đánh vào sườn phía Nam của Ottoman. Mặc dù tuyên bố là hỗ trợ người Ottoman dập tắt cuộc nổi dậy, tuy nhiên quan hệ của ông với xứ Transilvania sớm xấu đi; đỉnh điểm là khi Moldova thề trung thành với Đế quốc La Mã Thần thánh thay vì Transilvania. Điều này khiến vương công xứ Transilvania lúc bấy giờ là Zsigmond Báthory chia rẽ liên minh và kêu gọi tướng Moldova là Ștefan Răzvan bắt giam ông. Ông cùng gia quyến bị trục xuất sang Transilvania và mất tại đây. |
| Ștefan VIII Răzvan (? – 1595)         | không khung | 24 tháng 4 năm 1595 – 27 tháng 8 năm 1595                                     |                  | Không rõ thông tin                                                                   | Có cha là người Hồi giáo La Mã. Lên ngôi dưới sự trợ giúp của vương công xứ Transilvania là Zsigmond Báthory, tuy nhiên Ba Lan–Lit-va không chấp thuận người cai trị mới này và dẫn quân phế truất ông, buộc ông phải trốn sang Transilvania. Sau này ông dẫn quân về nhằm lấy lại ngôi vị nhưng không thành công và bị người Ba Lan bắt giữ rồi xử tử. |
| Ieremia Movilă (k. 1555 – 1606)       | không khung | 27 tháng 8 năm 1595 – 7 tháng 5 năm 1600                                      | Movilă           | Elżbieta Łozińska Movilă 1587 11 người con                                           | Là boyar nhà Movilă, con của boyar Ioan Movilă và vợ là Maria, con gái của Petru V Aron. Được người Ba Lan hỗ trợ lên ngôi do là chư hầu của họ từ năm 1593. Bị Mihai Viteazu hạ bệ. |
| Mihai (1557 – 1601)                   | không khung | 7 tháng 5 năm 1600 – Tháng 9 năm 1600                                         | Drăculești       | Doamna Stanca Khoảng năm 1584 2 người con                                            | Lên ngôi sau khi quân tại Iași đầu hàng vào ngày 7 tháng 5 năm 1600. Cho quân truy đuổi gắt gao người tiền nhiệm là Ieremia Movilă nhưng không thành công. Tuy nhiên xứ Moldova sớm bị Ba Lan tấn công sau đó và quân đội của ông phải rúi lui khỏi Moldova sau một loạt các thất bại tại đây. Đồng thời là vương công các xứ Transilvania từ tháng 10 năm 1599 và từ tháng 9 năm 1593 cho đến tháng 10 năm 1600. |
| Ieremia Movilă (k. 1555 – 1606)       | không khung | Tháng 9 năm 1600 – 10 tháng 7 năm 1606                                        | Movilă           | Elżbieta Łozińska Movilă 1587 11 người con                                           | Lên ngôi lần hai dưới sự trợ giúp của người Ba Lan. Mất tại Iași. |
| Simion Movilă (sau năm 1559 – 1607)   | không khung | 10 tháng 7 năm 1606 – 24 tháng 9 năm 1607                                     | Movilă           | Marghita Hăra 4 người con                                                            | Con của boyar Ioan Movilă. Trước khi trở thành vương Moldova thì ông đã hai lần làm vương công xứ Valahia dưới sự hỗ trợ của người Ba Lan. Quan hệ giữa ông và Ba Lan xấu khi trong thời gian thời gian ông trị vì. |
| Mihail Movilă (? – 1608)              |             | 24 tháng 9 năm 1607 – Tháng 10 năm 1607                                       | Movilă           | Không kết hôn                                                                        | Con cả của Simion I Movilă. Bị Elzbieta Csomortany xứ Losoncz đảo chính lần thứ nhất để con thứ của bà là Constantin Movilă lên ngôi. |
| Constantin Movilă (1594 – 1612)       |             | Tháng 10 năm 1607 – Tháng 11 năm 1607 (Ruxandra Lăpușneanu nhiếp chính)       | Movilă           | Không kết hôn                                                                        | Con của Ieremia Movilă. Lên ngôi lần thứ nhất sau khi mẹ ông đảo chính thành công. Ít lâu sau bị người chú Mihai Movilă về cưới ngôi trở lại. |
| Mihail Movilă (? – 1608)              |             | Tháng 11 năm 1607 – Tháng 12 năm 1607                                         | Movilă           | Không kết hôn                                                                        | Phục vị nhưng sớm bị Elzbieta Csomortany xứ Losoncz đảo chính lần thứ hai và phải đi tị nạn trong đất Valahia cho đến lúc mất. |
| Constantin Movilă (1594 – 1612)       |             | Tháng 12 năm 1607 – 20 tháng 11 năm 1611 (Ruxandra Lăpușneanu nhiếp chính)    | Movilă           | Không kết hôn                                                                        | Phục vị bởi mẹ. Đảo chính bởi Ștefan Tomșa II và phải đi tị nạn tại Ba Lan. Cố gắng phục vị nhưng không thành công. Mất vì đuối nước sau khi trốn thoát khỏi một trại tù binh của người Tatar khi ông này bị bắt giữ trước đó trong khi đang tiến vào xứ Moldova. |
| Ștefan Tomșa II (? – Sau năm 1623)    | không khung | 20 tháng 11 năm 1611 – 22 tháng 11 năm 1615                                   | Tomșa?           | Không rõ thông tin                                                                   | Gốc gác không rõ, nhưng ông tuyên bố là con của Ștefan VII Tomșa. Quan hệ trong triều đại đầi tiên của ông với các boyar và người Ba Lan rất căng thẳng, và nhiều cuộc xung đột/khởi nghĩa nổ ra sau đó. Trong một lần xung đột như vậy thì ông bị Ba Lan đánh bại và phải chạy trốn sang Ottoman lánh nạn. |
| Alexandru Movilă (1601 – 1620)        |             | 22 tháng 11 năm 1615 – 2/3 tháng 8 năm 1616 (Ruxandra Lăpușneanu nhiếp chính) | Movilă           | Không kết hôn                                                                        | Con trai thứ hai của Ieremia Movilă, lên ngôi dưới sự trợ giúp của Ba Lan. Năm sau ông bị người Thổ bắt và đưa về Constantinopolis, nơi gia quyến của ông chết. |
| Radu Mihnea (1585 – 1626)             | không khung | Giữa 24 tháng 7 và 3 tháng 8 năm 1616 – 9/14 tháng 2 năm 1619                 | Bogdan-Muşat     | Stanca Brâncoveanu Không rõ tình trạng hôn nhân                                      | Con ngoài giá thú của Mihnea II Turcitul. Được các boyar thuộc hội đồng bầu lên trong giai đoạn cai trị đầu tiên thay cho Alexandru Movilă bị người Thổ bắt giữ trước đó. |
| Gašpar Graziani (k. 1575/1580–1620)   | không khung | 9/14 tháng 2 năm 1619 – 29 tháng 9 năm 1620                                   |                  | Không rõ thông tin                                                                   | Người gốc Croatia hay Hi Lạp. Làm nhiều công việc cho nhiều nước châu Âu trước khi đến Ottoman và sau đó tiếp tục phục vụ trong chính quyền Ottomans (trên thực tế là điệp viên hai mang của Đế quốc La Mã Thần thánh) trước khi tuyên bố ngôi vị xứ Moldova. Sau khi lên ngôi dưới sự ủng hộ của người dân Moldova, ông tiến hành các hành động thù địch rồi sau đó là tiến hành chiến tranh chống Ottoman xâm lược nhưng không thành công và bị giết trên đường đến Ba Lan bởi các boyar lo sợ việc quân đội Ottomans truy đuổi và giết chết. |
| Alexandru VI Iliaș (? – 1666)         | không khung | 10 tháng 9 năm 1620 – Tháng 10 năm 1621                                       | Bogdan-Muşat     | Không rõ tên 2 người con                                                             | Cháu của Alexander IV Lăpușneanu. Lên ngôi dưới sự ủng hộ của người Ottoman. Bị Ștefan II Tomșa cướp ngôi. |
| Ștefan Tomșa II (? – Sau năm 1623)    | không khung | Tháng 9 năm 1621 – 4 tháng 8 năm 1623                                         | Tomșa?           | Không rõ thông tin                                                                   | Lên ngôi lần thứ hai. Cố gắng làm hoà với phe quý tộc thân khối Thịnh vượng chung nhưng không thành công và bị người Ottoman phế truất. |
| Radu Mihnea (1585 – 1626)             | không khung | 4 tháng 8 năm 1623 – 13/20 tháng 1 năm 1626                                   | Bogdan-Muşat     | Stanca Brâncoveanu Không rõ tình trạng hôn nhân                                      | Lên ngôi lần thứ hai sau khi người tiền nhiệm Ștefan Tomșa II bị người Ottoman phế truất. Mất vì bệnh gút tại Moldova. |
| Miron Barnovschi Movilă (1590 – 1633) | không khung | 13/20 tháng 1 năm 1626 – Tháng 7 năm 1629                                     | Movilă (dòng mẹ) | Vợ của boyar Antemia 1614 Không rõ tình trạng con cái                                | Con của một gia đình quý tộc Moldova gốc Ba Lan. Được cha rể là Radu Mihnea giao trọng trách quản lý đất nước và sau khi cha chết được các boyar bầu lên làm vương công xứ Moldova. Triều đại đầu của ông đánh dấu bằng việc xây dựng nhiều công trình tôn giáo cũng như việc thiết lập chế độ nông nô (trong một sắc lệnh ngày 16 tháng 1 năm 1628). Ông cũng từ chối việc gia tăng mức cống nạp cho Ottoman sau đó, điều này khiến ông từ nhiệm và bỏ về thái ấp của mình tại Ba Lan. |
| Alexandru V Coconul (1611 – 1632)     | không khung | Trước 15 tháng 6 năm 1629 – 29 Tháng 4 năm 1630                               | Drăculești       | Ruxandra Beglitzi Không có con                                                       | Con của vương công Radu IX Mihnea xứ Valahia và Moldova. Ông cai trị Moldova sau khi hối lộ tiền cho người Ottoman. Tuy nhiên, sau môt vài tháng cai trị yếu kém, ông bị phế truất. |
| Moise Movilă (1596 – 1661)            |             | 29 Tháng 4 năm 1630 – Tháng 11 năm 1631                                       | Movilă           | Không rõ thông tin                                                                   | Con của Simion Movilă. Lên ngôi thông qua hối lộ người Ottoman cũng như tiến hành một số âm mưu chống lại Alexandru VI Iliaș. Mặc dù cố gắng củng cố ngôi vị nhưng ông vẫn không thể nào chống lại được việc Alexandru Iliaș tiếm ngôi ông vào cuối năm 1631. |
| Alexandru VI Iliaș (? – 1666)         | không khung | 5 tháng 12 năm 1631 – Tháng 4 năm 1633                                        | Bogdan-Muşat     | Không rõ tên 2 người con                                                             | Lên ngôi lần thứ hai, tuy nhiên ông bị hạ̣ bệ không lâu sau đó trong một cuộc nổi loạn một số boyar đối lập với ông tiến hành. |
| Miron Barnovschi Movilă (1590 – 1633) | không khung | Tháng 4 năm 1633 – 2 tháng 7 năm 1633                                         | Movilă (dòng mẹ) | Vợ của boyar Antemia 1614 Không rõ tình trạng con cái                                | Được các boyar nổi loạn lật đổ Alexandru Iliaș bầu lên ngôi vị. Ông đích thân đi đến Constantinopolis để xác nhận việc cai trị, trong quá trình đi ông có ở lại triều đình của vương công xứ Valahia là Matei Basarab trước khi khởi hành tiếp trở lại. Điều này khiến người Ottoman tăng thêm nghi ngờ về việc ông âm mưu chống lại nước này, điều mà do một vài những boyar đối lập với của ông, đặc biệt là vị vương công tương lai là Vasile Lupu, vu khống cho ông trước đó trong một âm mưu nhằm phế truất vị vương công mang trong mình một phần dòng máu Ba Lan đang cai trị Công quốc lúc bấy giờ. Âm mưu của các boyar chống đối thành công: người Ottomans từ chối chấp nhận việc ông cai trị. Họ cho tống giam và chặt đầu ông tai Divan (tức Bāb-ı Ālī) dưới sự chứng kiến của Murad IV.        |
| Moise Movilă (1596 – 1661)            |             | 2 tháng 7 năm 1633 – Tháng 4 năm 1334                                         | Movilă           | Không rõ thông tin                                                                   | Lên ngôi lần thứ hai theo lệnh của sultan Murad IV sau khi Miron Barnovschi bị xử tử. Bình định cuộc nổi dậy của các boyar do Vasile Lupu lãnh đạo, tuy nhiên việc trở thành đồng minh tình báo cho Ba Lan trong chiến tranh giữa nước này với Ottoman khiến ông này bị người Ottoman hạ bệ. |
| Vasile Lupu (1595 – 1661)             | không khung | Tháng 4 năm 1334 – 13 tháng 4 năm 1653                                        | Koki             | Tudosca Trước 1636 4 người con Ekaterina người Circassia 1640 3 người con            | Có cha là người từ một gia tộc tại Ípeiros. Lên ngôi sau các cuộc nổi loạn chống quý tộc Hi Lạp và vùng Levant, cụ thể hơn là với các âm mưu lật đổ Moise Movilă. Việc xây dựng các công trình tôn giáo dưới thời ông khiến cho gánh nặng thuế má ngày càng trầm trọng. Việc chinh chiến với vương công xứ Valahia láng giềng do quan hệ xấu đi giữa hai công quốc không thành công, và đến lần thứ 3 thì ông bị các boyar nổi loạn hạ bệ ông. |
| Gheorghe Ștefan (? – 1668)            | không khung | 13 tháng 4 năm 1653 – 8 tháng 5 năm 1653                                      |                  | Không rõ thông tin                                                                   | Con của Dumitrașcu Ceaur. Lên ngôi lần thứ nhất dưới sự trợ giúp của Valahia và Transilvania, tuy nhiên quân của Vasile Lupu sớm đánh lui ông không lâu sau đó. |
| Vasile Lupu (1595 – 1661)             | không khung | 8 tháng 5 năm 1653 – 16 tháng 7 năm 1653                                      | Koki             | Tudosca Trước 1636 4 người con Ekaterina người Circassia 1640 3 người con            | Lên ngôi lần thứ hai dưới sự trợ giúp của con rể là Tymosh Khmelnytskyi, con trai của hetman Bohdan Khmelnytsky trong cuộc chiến tranh chống lại các boyar nổi loạn. Tuy nhiên ông sớm bị nhóm boyar nổi loạn này đánh bại và chạy trốn một lần nữa, lưu vong sang đất Cossacks, rồi Tatar và cuối cùng là Constantinopolis, nơi ông bị bắt giam vào Cele Șapte Turnuri. Sau đó ông có cố gắng phục vị nhưng không thành công. Mất tại kinh đô Ottoman (khi đó). |
| Gheorghe Ștefan (? – 1668)            | không khung | 16 tháng 7 năm 1653 – 13 tháng 3 năm 1658                                     |                  | Không rõ thông tin                                                                   | Lên ngôi lần thứ hai không lâu sau thất bại của Vasile Lupu tại Finta. Việc liên minh với xứ Valahia và Transilvania và sau đó là tham gia vào cuộc chiến tại Ba Lan chống lại quốc gia này khiến cho sultan Mehmed IV lo lắng rằng ba nhà nước này đang âm mưu chống lại sự cai trị của mình và ra lệnh cách chức cả ba vị vương công đang lần lượt cai trị hai vùng kể trên cùng với Moldova (Rákóczi, Gheorghe Ștefan, Constantin Șerban). Cả ba người sau đó cố gắng chống cự nhưng không thành công và buộc phải lưu vong ra nước ngoài. Ông mất tại Pomerania khi đang cố gắng tìm kiếm sự giúp đỡ để khôi phục ngôi vị. |

### Thời kỳ Tiền Fanariotes
| Người cai trị                           | Chân dung   | Thời gian cai trị                           | Gia tộc                 | Hôn nhân                                                                                         | Ghi chú |
| --------------------------------------- | ----------- | ------------------------------------------- | ----------------------- | ------------------------------------------------------------------------------------------------ | --- |
| Gheorghe I (1600 – 1664)                | không khung | 3 tháng 3 năm 1658 – 2 tháng 11 năm 1659    | Ghica                   | Tranh cãi                                                                                        | Là người cai trị đầu tiên thuộc gia tộc Ghica (gốc Albani). Làm quan chức trong triều đình Moldova trước thời cai trị của Vasilie Lupu. Lên ngôi sau khi Gheorghe Ștefan bị người Thổ phế truất. Đánh bại cuộc phản công của Gheorghe Ștefan tại Strunga. Tháng 12 năm 1678 ông có cùng người Thổ và Tatar đem quân quấy phá vùng biên giới tại Transilvania. Năm sau ông có chống quân Constantin Şerban thành công. Đến tháng 11 năm 1659 thì ông được người Thổ bổ nhiệm là vương công xứ Valahia và một người khác được bổ nhiệm làm vương công xứ Moldova. |
| Constantin Șerban (? – 1682)            | không khung | 2 tháng 11 năm 1659 – 21 tháng 11 năm 1659  | Craiovești (Dòng ngoại) | Bălaşa Nicolache 1 người con (?)                                                                 | Con của vương công xứ Valahia là Radu Șerban. Lần cai trị tại Valahia không thành công trong con mắt của người Thổ khiến ông này nổi loạn ở Moldova nhằm loại bỏ ảnh hưởng của Ottoman tại đây. Lần thứ nhất diễn ra vào tháng 11 năm 1659 và nhanh chóng nắm quyền cai trị, có thể là trước cả khi Ștefăniță Lupu đến nhậm chức theo lệnh của người Thổ. |
| Ștefan Lupu (1641 – 1661)               | không khung | 21 tháng 11 năm 1659 – 17 tháng 1 năm 1661  | Koki                    | Không kết hôn                                                                                    | Con của Vasile Lupu. Nhờ những nỗ lực của cha mình mà khi gia đình đang tị nạn tại Constantinopolis thì ông được người Ottoman tín nhiệm chức vương công xứ Moldova khi mới 16/19 tuổi. Bị quân của Constantin Şerban lật đổ. |
| Constantin Șerban (? – 1682)            | không khung | 17 tháng 1 năm 1661 – 17 tháng 2 năm 1661   | Craiovești (Dòng ngoại) | Bălaşa Nicolache 1 người con (?)                                                                 | Lên ngôi lần thứ hai sau một lần thám hiểm quân sự vào xứ Moldava, tuy nhiên việc lên ngôi không triệt để do quân của Ștefăniță Lupu vẫn nắm quyền kiểm soát một phần xứ Moldova. Ông này tiến hành chiến dịch chống lại ông không lâu sau đó, buộc ông phải trốn sang Ba Lan và mất tại đây. |
| Ștefan Lupu (1641 – 1661)               | không khung | 17 tháng 2 năm 1661 – 29 tháng 9 năm 1661   | Koki                    | Không kết hôn                                                                                    | Lên ngôi lần thứ hai sau khi đánh đuổi quân của Constantin Șerban ra khỏi Iași. Lần cai trị thứ hai của ông chứng kiến hạn hán, rồi nạn đói và nạn dịch hạch hoành hành ở Moldova, cùng với việc quân Tatar và quân Thổ Silistra cướp bóc tại đây. Mất bị bệnh dịch hạch. |
| Eustratie Dabija (? – 1665)             |             | 29 tháng 9 năm 1661 – 11 tháng 9 năm 1665   |                         | Dafina-Ecaterina Không có con                                                                    | Boyar vùng Putnei. Được bầu lên dưới sự hậu thuẫn của người Ottoman và gia tộc Cantacuzino. Tham chiến theo phe Ottoman trong các cuộc chiến tranh của nước này với đế quốc La Mã Thần thánh vào các năm 1663–1664. Là vương công cuối cùng của xứ Moldova đúc tiền, tuy nhiên chất lượng tiền xu của ông rất kém. |
| Gheorghe Duca (1620 – 1685)             | không khung | 11 tháng 9 năm 1665 – 21 tháng 5 năm 1666   | Ducas                   | Anastasia Duca Giữa các năm 1651 và 1653 8 người con                                             | Xuất thân từ một gia tộc gốc Albania. Lên ngôi dưới sự hỗ trợ của Doamna Dafina và một số boyar, tuy nhiên ông sớm bị phế truất do các đối thủ chính trị của ông cáo buộc ác ý và vu khống về chuyện ông tham nhũng. |
| Iliaș Alexandru (k. 1635 – 1675)        | không khung | 21 tháng 5 năm 1666 – 8 tháng 11 năm 1668   | Bogdan-Muşat            | Kassandra Kataradzi Không rõ tình trạng con cái                                                  | Con của Alexandru IV Iliaș. Trong thời kỳ cai trị của mình, người Ottoman tăng triều cống lên thêm 25000 ducat. Sau khi mất ngôi, ông về sống tại Constantinopolis cho đến lúc mất. Là người cuối cùng thuộc một gia tộc bản địa cai trị các nhà nước của người Rômania. |
| Gheorghe Duca (1620 – 1685)             | không khung | 8 tháng 11 năm 1668 – 10 tháng 8 năm 1672   | Ducas                   | Anastasia Duca Giữa các năm 1651 và 1653 8 người con                                             | Lên ngôi lần thứ hai nhờ trả một khoản triều cống lớn. Năm 1671 Mihalcea Hâncu tiến hành khởi nghĩa do thuế cao mà ông đặt ra, đến năm sau thì người Ottoman giúp ông dập tắt nó. Khi chiến tranh với Ba Lan nổ ra không lâu sau đó, Gheorghe Duca không thể huy động quân đội để chiến đấu và khiến sultan Medmeh IV xém mất mạng. Vì lý do này mà ông bị phế truất sau đó. |
| Ştefan Petriceicu (? – 1690)            |             | 10 tháng 8 năm 1672 – Tháng 11 năm 1673     |                         | Không rõ thông tin                                                                               | Con của tể tướng (logofăt) Toader. Lên ngôi lần đầu dưới sự bầu chọn của các boyar và được người Ottoman phê chuẩn, sau khi Gheorghe Duca bị đảo chính và Ilie Sturdza từ chối lời mời đăng quang ngôi vị của các boyar. Trong cuộc chiến với Ba Lan diễn ra khi đó, bất mãn với việc hành xử của các chỉ huy Ottoman với người dân Moldova, ông công khai đào ngũ sang phía Ottoman trong trận Hottin và đánh bại quân đội nước này, khiến họ phải chạy trốn sang bờ Nam sông Danube. Tuy nhiên, người Ba Lan không tận dụng cơ hội này để đánh đuổi người Thổ do chỉ huy của họ là Jan Sobieski muốn tranh thủ giành được sự ủng hộ tài chính của người Thổ cho cuộc bầu cử ngôi vương của mình sắp tới. Do vậy, rất nhiều quý tộc Moldova rời bỏ ông và cuối cùng và cuối cùng là việc người Ottoman phế truất ông. Ông lưu vong sang Ba Lan sau đó cùng một số boyar thân cận. |
| Dumitrașcu Cantacuzino (k. 1620 – 1686) |             | Tháng 11 năm 1673 – Tháng 12 năm 1673       | Cantacuzino             | Ruxandra Cantacuzino 3 người con                                                                 | Con của Marele Vistiernic (Tạm dịch: Đại thần Ngân khố) là Mihai Cantacuzino. Năm 1663 ông phản bội Constantin Cantacuzene để ủng hộ cho Grigore I Ghica. Sau đó ông lên làm đại vương công Moldova dưới sự giúp đỡ từ người Tatar. Họ sau đó trú quân tại nước này với mục đích đẩy lùi một cuộc tấn công của người Ba Lan nếu nó xảy ra ở đây, nhưng không thành . |
| Ştefan Petriceicu (? – 1690)            |             | Tháng 12 năm 1673 – 22 tháng 2 năm 1674     |                         | Không rõ thông tin                                                                               | Lần lên ngôi lần thứ hai này của ông rất ngắn ngủi, trước khi ông sớm bị thay thế bởi Dimitrie Cantacuzino. |
| Dumitrașcu Cantacuzino (k. 1620 – 1686) |             | 22 tháng 2 năm 1674 – 10 tháng 11 năm 1675  | Cantacuzino             | Ruxandra Cantacuzino 3 người con                                                                 | Sớm nhận được sự hỗ trợ quân sự từ người Krym Tatar, ông quay trở về nhằm khôi phục ngôi vị lần đầu và đã đánh đuổi được người cầm quyền, khiến họ phải chạy trốn sang Ba Lan. Tuy nhiên nội bộ quý tộc Moldova dưới quyền ông sớm bất hoà, điều này khiến ông bị cách chức. |
| Antonie Ruset (k. 1615 – 1685)          | không khung | 10 tháng 11 năm 1675 – 28 tháng 11 năm 1678 | Rosetti                 | Không rõ tên 2 người con                                                                         | Gia đình quý tộc Hi Lạp. Lên ngôi nhờ vào liên minh giữa gia tộc của ông với nhà Kantakouzinos. Tình huống khiến ông từ nhiệm không rõ ràng. |
| Gheorghe Duca (1620 – 1685)             | không khung | 28 tháng 11 năm 1678 – 25 tháng 12 năm 1683 | Ducas                   | Anastasia Duca Giữa các năm 1651 và 1653 8 người con                                             | Lên ngôi lần thứ ba thay cho Antonie Ruset. Lần cai trị này của ông có tốt hơn chút ít trước đó, tuy nhiên các cuộc nổi dậy chống ông vẫn được diễn ra. Năm 1680 ông được phía Ottoman phong làm hetman của Ukraina khi họ ủng hộ những hành động trung gian của ông nhằm tiến tới việc cai trị người Cosack ở đây. Đến năm 1683, ông bị tiếm vị sau một loạt các hành động khác nhau từ nhiều phía sau thất bại của người Thổ tại trận vây hãm Viên: các boyar nổi dậy dưới sự lãnh đạo của Ștefan Petriceicu, cùng lúc đó quân Ba Lan–Litva cùng với người Cossack tràn vào đất nước. Ông bị bắt trên đường trở về, sau đó bị giam giữ và mất tại Ba Lan. |
| Ştefan Petriceicu (? – 1690)            |             | 25 tháng 12 năm 1683 – Tháng 3 năm 1684     |                         | Không rõ thông tin                                                                               | Lên ngôi lần thứ ba theo phe Ba Lan sau khi Ottoman thuân trận Viên. Ông cùng quân đội khối Thịnh vượng chung dưới quyền Dymidecki và hetman quân đoàn Cossack do Ba Lan bổ nhiệm là Stepan Kunytskyi tiến vào Moldova dưới sự ủng hộ của người dân ở đây. Tuy nhiên các chiến dịch sau cùng vẫn không thành công trong việc khôi phục về lâu dài vị trí của ông tại Moldova. Đến cuối cùng, người Tatar rút về sau trận Viên ngay lập tức tham chiến tại Moldova và đánh đuổi ông ra khỏi đây. Ông chạy trốn sang Ba Lan và mất tại đây. |
| Dumitrașcu Cantacuzino (k. 1620 – 1686) |             | Tháng 3 năm 1684 – 25 tháng 6 năm 1685      | Cantacuzino             | Ruxandra Cantacuzino 3 người con                                                                 | Được bầu lên lần thứ ba sau khi quân Tatar đánh bại các boyar chống đối Ottoman khi họ tạm thời lên nắm quyền sau thất bại của người Ottoman trong trận Viên và cuộc xâm lược của người Ba Lan ngay sau đó. Nạn đói diễn ra nghiêm trọng chỉ ít lâu sau đó khi người Tatar đem quân tàn phá và cướp bóc vùng đất này. Ông sau này bị phế truất và chuyển đến sống tại Constantopolis. |
| Constantin Cantemir (1612 – 1693)       | không khung | 25 tháng 6 năm 1685 – 27 tháng 3 năm 1693   | Cantemirești            | Anastasia Cantemir Không có con Maria Cantemir 1 người con Ana Bantăș 1668/1670 3 người con      | Là người thuộc gia tộc Moldova gốc Krym-Tatar. Được người Ottoman ưa thích hơn đối thủ là Dumitraşcu Cantacuzino nên được họ đưa lên ngôi. Phần lớn thời kỳ cai trị của ông là hoà bình, ngoại trừ việc tham chiến trong Đại Chiến Thổ Nhĩ Kỳ mà trong đó Moldava là một đồng minh của người Thổ. Đất nước ông trong thời gian cai trị bị xâm lược hai lần, một bởi người Nogai Tatar và một bởi người Ba Lan. Mất vì nguyên nhân tự nhiên. |
| Dimitrie Cantemir (1673 – 1723)         | không khung | 27 tháng 3 năm 1693 – 18 tháng 4 năm 1693   | Cantemirești            | Casandra Cantacuzino 1699 2 người con Anastasiya Trubetskaya 14 tháng 1 năm 1717 1 người con     | Con trai của Constantin Cantemir. Lên ngôi sau khi cha mất nhưng không được người Ottoman chấp thuận, ông sớm bị Constantin Duca dưới sự ủng hộ của người Ottoman và cha rể của ông này và đồng thời là vương công xứ Valahia là Constantin Brâncoveanu thay thế. |
| Constantine Duca (? – 1704)             |             | 23 tháng 4 năm 1693 – 18 tháng 12 năm 1695  | Ducas                   | Maria Brancoveanu Tháng 11 năm 1693 2 người con                                                  | Con của Gheorghe I Duca. Lên ngôi lần đầu dưới sự hỗ trợ của cha rể là Constantin Brâncoveanu, vương công xứ Valahia. Sau khi Constantine Duca đăng quang, một làn sóng di cư mới của người Hi Lạp và các thành viên thuộc gia tộc Costinești vào xứ Moldava xuất hiện, đồng thời ông cũng̃ cho xử tử nhiều thành viên thuộc gia tộc Cantemirești. Một trong những vấn đề lớn nhất trong giai đoạn cai trị này của của ông là về tài chính, khi ông không triều cống đầy đủ cho người Ottoman mà lại lãng phí tiền của vào việc xây dựng các công trình xây dựng trên toàn xứ Moldava, vốn đã bị tàn phá nặng nề do các cuộc xung đột trước đó. Khi người Ottoman cử quan chức đến và yêu cầu triều cống thì bị ông này giết chết và điều này khiến ông bị phế truất bởi người Ottoman.                                                                                             |
| Antioh Cantemir (1670 – 1726)           | không khung | 18 tháng 12 năm 1695 – 12 tháng 9 năm 1700  | Cantemirești            | Ecaterina 1696 4 người con                                                                       | Con của Constantin Cantemir. Lên ngôi lần thứ nhất sau khi âm mưu chống lại Constantine Duca cùng em trai của ông thành công. Bị Constantine Ducas phế truất dưới sự hỗ trợ của Constantin Brâncoveanu |
| Constantine Duca (? – 1704)             |             | 12 tháng 9 năm 1700 – 26 tháng 7 năm 1703   | Ducas                   | Maria Brancoveanu Tháng 11 năm 1693 2 người con                                                  | Lên ngôi lần thứ hai dưới sự hỗ trợ từ cha rể và cũng là kẻ thù của Antioh Cantemir, người cai trị tiền nhiệm (tức trước lần thứ hai mà ông cai trị). Ông cho tăng thuế nuôi bò (văcărit) và triều cống cũng như tiếp tục cho xử tử các thành viên thuộc nhà Cantemireşti. Mối quan hệ giữa ông với gia tộc của cha rể vẫn tiếp tục xấu đi ở cuối triều đại này (giống với triều đại trước), điều này gián tiếp khiến ông mất chức. |
| Kaĭmakam Ioan Buhuș (? – 1716)          |             | 26 tháng 7 năm 1703 – Tháng 9 năm 1703      | Không rõ                | Không rõ thông tin                                                                               | |
| Mihai Racoviță (k. 1660 – 1744)         | không khung | Tháng 9 năm 1703 – 23 tháng 2 năm 1705      | Racoviță                | Safta Cantemir 1690 Không có con Ana Codreanu 1698 4 người con                                   | Lên ngôi lần đầu do được sự ủng hộ của gia tộc Kantakouzenos. Bị người Thổ cho phế truất vì cai trị kém hiệu quả. |
| Antioh Cantemir (1670 – 1726)           | không khung | 23 tháng 2 năm 1705 – 31 tháng 7 năm 1707   | Cantemirești            | Ecaterina 1696 4 người con                                                                       | Lên ngôi lần thứ hai sau khi Mihai Racoviță mất ngôi do cai trị kém hiệu quả. Lần cai trị này của ông nổi bật với chính sách thuế cao nhưng có phần khoan dung. Bị người Thổ phế truất lần nữa do chậm đóng triều cống cho họ và sau đó là cho xử tử viên kapucu được triều đình Ottoman phái đến. |
| Mihai Racoviță (k. 1660 – 1744)         | không khung | 31 tháng 7 năm 1707 – 28 tháng 10 năm 1709  | Racoviță                | Safta Cantemir 1690 Không có con Ana Codreanu 1698 4 người con                                   | Lên ngôi lần thứ hai. Phế truất bởi sultan Admed III dưới áp lực từ người Nga. |
| Kaĭmakam Ioan Buhuș (? – 1716)          |             | 28 tháng 10 năm 1709 – 25 tháng 1 năm 1710  | Không rõ                | Không rõ thông tin                                                                               | |
| Nicholae Mavrocordatos (1670 – 1730)    | không khung | 25 tháng 1 năm 1710 – 23 tháng 11 năm 1710  | Mavrokordatos           | Casandra Cantacuzino Không có con Pulcheria Tzouki 6 người con Smaranda Stavropoleos 3 người con | Xuất thân từ một gia tộc thương nhân ở Constantinopolis. Giữ nhiều chức vụ trong triều đình Ottoman trước khi được bổ nhiệm giữ chức vương công xứ Moldova. Tuy nhiên ông bị loại bỏ khỏi chức vụ này do một số nghi ngờ từ sultan Ahmed III. |
| Dimitrie Cantemir (1673 – 1723)         | không khung | 23 tháng 11 năm 1710 – 16 tháng 7 năm 1711  | Cantemirești            | Casandra Cantacuzino 1699 2 người con Anastasiya Trubetskaya 14 tháng 1 năm 1717 1 người con     | Lên ngôi lần hai bởi người Thổ với nhiệm vụ hỗ trợ truy lùng và bắt giữ Constantin Brâncoveanu do tình nghi ông này thân Nga. Tuy nhiên khi đến nơi thì ông này bí mật ký hiệp ước Luskt với Nga và hỗ trợ Nga trong chiến dịch Prut của Pyotr I Đại đế. Chiến dịch này thất bại, kéo theo đó là việc ông phải trốn sang Nga và mất tại đây. |

### Thời kỳ Fanariotes
| Người cai trị | Chân dung   | Thời gian cai trị                                 | Gia tộc                                              | Hôn nhân                                                                                          | Ghi chú |
| --- | ----------- | ------------------------------------------------- | ---------------------------------------------------- | ------------------------------------------------------------------------------------------------- | --- |
| Kaĭmakam Lupu Costachi (? – 1716) |             | Tháng 8 năm 1711 – Tháng 9 năm 1711               | Không rõ                                             | Không rõ thông tin                                                                                | Sau bị Nicolae Mavrocordat xử tử. |
| Kaĭmakam Ioan Mavrocordatos (1684 – 1719) |             | 7 tháng 10 năm 1711 – 16 tháng 11 năm 1711        | Mavrokordatos                                        | Zaphira Guliano 1709/1719 1 người con                                                             | |
| Nicholae Mavrocordatos (1670 – 1730) | không khung | 16 tháng 11 năm 1711 – 25 tháng 12 năm 1715       | Mavrokordatos                                        | Casandra Cantacuzino Không có con Pulcheria Tzouki 6 người con Smaranda Stavropoleos 3 người con  | Vương công đầu tiên của thời kỳ Fanariotes của xứ Moldova, mặc dù đây là lần thứ hai ông cai trị vùng đất này. |
| Mihai Racoviță (k. 1660 – 1744) | không khung | 25 tháng 12 năm 1715 – 5 tháng 10 năm 1726        | Racoviță                                             | Safta Cantemir 1690 Không có con Ana Codreanu 1698 4 người con                                    | Lên ngôi lần thứ ba ở Moldova khi người Ottoman hi vọng ông tổ chức kháng cự ở đây chống lại quân đội Đế quốc La Mã Thần thánh. Ông đánh bại quân đội nước này với sự trợ giúp từ người Tatar, đồng thời giết chết vị chỉ huy lãnh đạo cuộc xâm lược này cùng các boyar phản bội. Sau đó, ông tiến vào cùng quân Tatar nhằm trợ giúp cho cuộc khởi nghĩa của Ferenc Rákóczi II nhưng cũng không thành công. Quân đội Tatar sau đó tàn phá và tiến hành cướp bóc làng mạc xung quanh do ông này không có đủ tiền để trả cho họ. Hành động tàn phá và cướp bóc này sau đó được quân đội Hasburg lặp lại sau khi tiến vào Moldava không lâu sau đó cho đến khi chiến tranh Áo-Thổ kết thúc. Sau khi cuộc chiến kết thúc ông thúc đẩy các nhóm quý tộc nước ngoài mà cụ thể ở đây là Hi Lạp và Ottoman di cư vào Moldova để khôi phục đất nước và có tiền trả triều cống cho triều đình Ottoman. Năm 1726 ông vướng vào tranh chấp với Nicholae Mavrocordatos về ngôi vị xứ Valahia và điều này khiến ông bị phế và tống giam không lâu sau đó. |
| Grigore II Ghica (1695 – 1752) | không khung | 5 tháng 10 năm 1726 – 16 tháng 4 năm 1733         | Ghica                                                | Zoé Manos 8 người con                                                                             | Cháu của Grigore I Ghica. Lên ngôi lần đầu bởi Nicolae Mavrocordat. Sau này ông cho tiến hành giảm thuế nhưng vẫn để người Hi Lạp giữ các chức vụ lớn trong triều đình. Ông cũng thành công trong viêc đàm phán với người Tatar nhằm tránh việc họ đưa quân tàn phá Moldova vì không trả triều cống hằng năm cho họ. Tuy vậy sau này ông phải trao ngôi vị cho người chú và cũng là đối thủ chính trị của mình - Constantin Mavrocordat. |
| Constantin Mavrocordatos (1711 – 1769) | không khung | 16 tháng 4 năm 1733 – 27 tháng 11 năm 1735        | Mavrokordatos                                        | Smaranda Cantacuzino 1728 Không có con Catherine Rosetti 14 tháng 9/11 năm 1732 (?) 6/8 người con | Con trai thứ hai của Nicolae Maurocordatos với Pulcheria Tzouki. Lên ngôi lần đầu (?) sau khi Grigore II Ghica thoái vị và nhường ngôi cho ông. Thời kỳ đầu cai trị chứng kiến căng thẳng với Grigore II và một số cải cách nhỏ về thuế của mình ở xứ Moldova . Trao đổi ngôi vị vương công qua lại giữa hai xứ Moldova và Valahia với Grigore II Ghica vào năm 1735. (Lúc này Grigore II Ghica đang làm vương công xứ Valahia) |
| Grigore II Ghica (1695 – 1752) | không khung | 27 tháng 11 năm 1735 – 14 tháng 9 năm 1739        | Ghica                                                | Zoé Manos 8 người con                                                                             | Lên ngôi lần thứ hai. Làm trung gian hoà giải trong chiến tranh Nga–Thổ 1735–1739, tuy nhiên trước khi hoà bình giữa Nga và Ottoman lặp lại ông phải lánh khỏi Moldova một thời gian do chiến dịch của người Nga tại đây. |
| Nga chiếm đóng (14 tháng 9 năm 1739 – 24 tháng 10 năm 1739) |             |                                                   |                                                      |                                                                                                   | |
| Grigore II Ghica (1695 – 1752) | không khung | 24 tháng 10 năm 1739 – 10 tháng 9 năm 1741        | Ghica                                                | Zoé Manos 8 người con                                                                             | Lên ngôi lần thứ ba sau khi hoà bình với Nga. Đến năm 1741 ông bị phế truất bởi âm mưu của người em họ là Alexandre Ghica nằm vu khống ông này phản bội Ottoman (nhưng có vẻ như âm mưu không thành công vì ông sau đó còn cai trị xứ Valahia lần hai từ khi đánh mất ngôi vị lần thứ tư ở xứ Moldova này cho đến khi mất). |
| Constantin Mavrocordatos (1711 – 1769) | không khung | 16 tháng 9 năm 1741 – 29 tháng 7 năm 1743         | Mavrokordatos                                        | Smaranda Cantacuzino 1728 Không có con Catherine Rosetti 14 tháng 9/11 năm 1732 (?) 6/8 người con | Lên ngôi lần thứ hai, lần này người Ottoman trực tiếp bổ nhiệm ông lên chức vị này. Ông liên tục gặp vấn đề trong việc triều cống cho Ottoman. Đến năm 1743, Ioan II Mavrocordat, em trai của ông, thay ông lên nắm quyền ở Moldova nhờ vào việc thiết lập quan hệ tốt với shieik Ali, một trong những người có ảnh hưởng đến đại Vizier lúc đó là Seyyid Hasan Pasha. |
| Ioannis II Mavrokordatos (1712 – 1747) |             | 29 tháng 7 năm 1743 – Tháng 5 năm 1747            | Mavrokordatos                                        | Maria Giuliano 3 người con Sultana Mavrocordat Không có con                                       | Con của Nicholae Mavrocordatos và em trai của Constantin Mavrocordatos. Được người Ottoman bổ nhiệm do làm quen và có quan hệ tốt với một số quan chức Ottoman. Thời kỳ ông cai trị chức kiến việc ông cho tăng thuế mạnh và thường xuyên chi tiêu một cách xa hoa, gây bất bình tới giới quý tộc địa phương, khiến họ phải trốn đến Ba Lan đồng thời báo cáo đến Constantinopolis. Đến cuối thời gian cai trị của mình, ông được cho là bị chọc mù mắt và bị phế truất. Mất tại Constantinopolis. |
| Grigore II Ghica (1695 – 1752) | không khung | Tháng 5 năm 1747 – Tháng 4 năm 1748               | Ghica                                                | Zoé Manos 8 người con                                                                             | Lên ngôi lần thứ tư tại Moldova sau khi hối lộ một khoản tiền lớn để lên ngôi. Tuy nhiên chính ông lại đề nghị đổi vị trí của ông tại Moldova sang vị trí của người đồng cấp Constantin Mavrocordat, lúc này đang làm vương công xứ Valahia, và buộc ông này phải rời bỏ vị trí để đến Moldova. |
| Constantin Mavrocordatos (1711 – 1769) | không khung | Tháng 4 năm 1748 – 31 tháng 8 năm 1749            | Mavrokordatos                                        | Smaranda Cantacuzino 1728 Không có con Catherine Rosetti 14 tháng 9/11 năm 1732 (?) 6/8 người con | Lên ngôi lần thứ ba. Trong thời gian cai trị lần thứ ba này tại Moldova thì ông tuyên bố đạo luật giải phóng nô lệ. Bị người Thổ phế truất , có lẽ là nằm trong một âm mưu từ của các quý tộc địa phương và từ của Constantin Racoviță. |
| Iordache Stavrachi (? – Sau năm 1757) |             | 31 tháng 8 năm 1749 – 18 tháng 12 năm 1749        | Không rõ                                             | Không rõ thông tin                                                                                | |
| Constantin Racoviță (1699 – 1764) |             | 18 tháng 12 năm 1749 – 3 tháng 7 năm 1753         | Racoviță                                             | Doamna Sultana Không có con                                                                       | Con trai của Mihai Racovitza. Lên ngôi lần đầu do hối lộ người Ottoman một khoản tiền lớn để lên ngôi. Yêu cầu Ottoman đày Constantin Mavrocordatos ra đảo Lesbos. Có vẻ như bị người Thổ cho phế truất sau này. |
| Matei Ghica (1728 – Sau tháng 2 năm 1756) | không khung | 3 tháng 7 năm 1753 – 19 tháng 2 năm 1756          | Ghica                                                | Smaranda 4 người con                                                                              | Con của Grigore II Ghica. Lên ngôi tại đây do ông yêu cầu chuyển sang cai trị tại đây khi bị các boyar xứ Valahia chống đối dữ dội trong thời kỳ ông cai trị tại Valahia. Về đối nội, ông tiếp tục các chính sách thuế cao như tại xứ Valahia trước đó sau khi vỗ về một số boyar trong một thời gian ngắn trước đó khi ông vừa mới cai trị tại đây. Về đối ngoại, ông có xu hướng cải thiện quan hệ ngoại giao với Nga và Áo, do đó Selim III nghi ngờ về lòng trung thành. Mặc dù đã trả một khoản tiền lớn trước đó để tiếp tục nền cai trị của mình, ông vẫn sớm bị người Ottoman phế truất và bị cho đi lưu đày. |
| Constantin Racoviță (1699 – 1764) |             | 29 tháng 2 năm 1756 – 14 tháng 3 năm 1757         | Racoviță                                             | Doamna Sultana Không có con                                                                       | Lên ngôi lần thứ hai sau khi ông yêu cầu chuyển sang cai trị tại đây do bị các boyar xứ Valahia chống đối dữ dội. Sau đó 1 năm thì người Ottoman chuyển ông về cai trị xứ Valahia. |
| Scarlat Ghica (1715 – 1766) | không khung | 14 tháng 3 năm 1757 – 7 tháng 8 năm 1758          | Ghica                                                | Ecaterina Racoviță 1 người con Eufrosina 1 người con Ruxandra Moruzi 6 người con                  | Con của Grigore II Ghica. Lên ngôi và đem theo nhiều quý tộc Hi Lạp đi cùng để thu thuế. Tuy nhiên việc thu thuế không đủ và ông được chuyển sang cai trị xứ Valahia trong một sắc chỉ ra vào năm 1758. |
| Ioan Teodor Kallimachi (1690 – 1780) | không khung | 7 tháng 8 năm 1758 – 11 tháng 6 năm 1761          | Kallimachi                                           | Ralitsa Chrysoskoleos 4 người con                                                                 | Quan chức dưới quyền Ioan Mavrocordatos và Grigore II Ghica. Được bổ nhiệm bởi người Ottoman. Dưới thời kỳ cai trị của ông, các chính sách thu thuế cao vẫn tiếp tục được tiến hành khiến bạo loạn gia tăng tại Moldova. Ngoài ra ông còn củng cố và đẩy mạnh quan hệ thương mại với Phổ, khiến Áo, một trong những địch thủ của Phổ (hiện lúc này đang là chiến tranh Bảy năm và Áo lúc này đang ở phe đối địch với Phổ) nhiều lần tịch thu các loại gia súc của ông đang chuyển đến cho Phổ. Thoái vị vì tuổi già và nhường ngôi cho con trai rồi về sống tại Constantinopolis cho đến lúc mất. |
| Grigore Kallimachi (1735 – 1769) | không khung | 11 tháng 6 năm 1761 – 29 tháng 3 năm 1764         | Kallimachi                                           | Helena Mavrokordatos 2 người con                                                                  | Con của Ioan Teodor Kallimachi. Kế nhiệm vua cha thoái vị vì già yếu. Mất chức vào tay Grigore III Ghica trong một âm mưu được cho là của Grigore Stavraké nhằm đặt những người có lợi cho việc thu thuế của ông này lên ngôi. |
| Grigore III Ghica (1724 – 1777) | không khung | 29 tháng 3 năm 1764 – 3 tháng 2 năm 1767          | Ghica                                                | Ecaterine Rizou-Rangabe 1754 1 người con                                                          | Chắt của Grigore II Ghica. Triều đại đầu tiên của ông chủ yếu là những hành động nhằm lôi kéo người Nga liên minh với ông nhưng không thành công. Bị phế truất bởi người Ottoman trong một tình huống không rõ ràng. |
| Grigore Kallimachi (1735 – 1769) | không khung | 3 tháng 2 năm 1767 – 14 tháng 6 năm 1769          | Kallimachi                                           | Helena Mavrokordatos 2 người con                                                                  | Lên ngôi lần thứ hai. Lúc này quan hệ giữa Nga và Ottoman đang rất căng thẳng và theo sau đó là việc quân đội Ottoman đóng quân tại đây để canh phòng biên giới, gây phiền nhiễu dân chúng Moldova. Ông được người Ottoman bắt không lâu sau đó với cáo buộc ủng hộ quân Nga. Sau đó ông được đưa về Constantinopolis và bị xử tử tại đây bằng hình thức chặt đầu. |
| Constantin Mavrocordatos (1711 – 1769) | không khung | 14 tháng 6 năm 1769 – 23 tháng 11 năm 1769        | Mavrokordatos                                        | Smaranda Cantacuzino 1728 Không có con Catherine Rosetti 14 tháng 9/11 năm 1732 (?) 6/8 người con | Lên ngôi lần thứ tư bằng hình thức bầu cử, một trong những lần hiếm hoi trong thời kỳ Fanariotes mà các boyar có thể tự mình lựa chọn được người lên ngôi vị xứ Moldava. Phòng thủ cùng quân đội Ottoman nhưng không thành công, ông chạy trốn nhưng ít lâu sau thì bị quân Nga bắt làm tù binh. Mất vì bệnh trong khi vẫn đang là tù binh của Nga trên đường di chuyển từ Galatz sang Iaşi. |
| Nga chiếm đóng (23 tháng 11 năm 1769 – Tháng 9 năm 1774) |             |                                                   |                                                      |                                                                                                   | |
| Grigore III Ghica (1724 – 1777) | không khung | Tháng 9 năm 1774 – 10 tháng 12 năm 1777           | Ghica                                                | Ecaterine Rizou-Rangabe 1754 1 người con                                                          | Lên ngôi lần thứ hai. Ông cố gắng ngăn cản việc sát nhập Bukovina vào Áo theo sau chiến tranh giữa Ottoman với liên quân Nga-Áo nhưng không thành công, do đó ông bị ám sát theo lệnh từ người Ottoman, những người đồng ý nhượng vùng này cho nhà Habsburg. |
| Constantin Mourouzis (1730 – 1787) | không khung | 10 tháng 12 năm 1777 – 9 tháng 6 năm 1782         | Mourouzis                                            | Smaragda Ghica Sulgearoglu 10 người con                                                           | Ông được cho là dính líu đến việc ám sát người tiền nhiệm là Grigore III Ghica. Được người Ottoman đưa lên ngôi, ông tiến hành thu thập nông sản nhằm đáp ứng yêu cầu triều cống mà Ottoman đưa ra. Ông cũng được cho là có lối sống xa hoa và quan tâm mạnh mẽ đến giáo dục. Bị người Thổ vội vàng phế truất sau những lời phàn nàn của người Nga về vụ tiếp đón các sứ thần nước này của triều đình Moldova. |
| Alexandru I Mavrokordatos (1742 – 1812) | không khung | 9 tháng 6 năm 1782 – 12 tháng 1 năm 1785          | Mavrokordatos                                        | Maria Callimachi 1 người con                                                                      | Con của Constantin Mavrocordatos. Được người Thổ và Nga tín nhiệm vị trí sau vụ tiếp đón sứ thần Nga khiến người tiền nhiệm từ chức. Xung đột với đệ nhất sứ thần Áo là Raicevich khiến ông này bị Ottoman phế truất. Tính cách của ông theo như mô tả của Alexandru A. C. Sturdza là "dễ thay đổi và khó hoà hợp", vì vậy ông này còn có biệt hiệu là "Delibey" theo tiếng Thổ Nhĩ Kỳ. |
| Alexandru II Mavrokordatos (1754 – 1819) | không khung | 12 tháng 1 năm 1785 – 14 tháng 12 năm 1786        | Mavrokordatos                                        | Zamfira Caradja 1 người con                                                                       | Con của Ioannis II Mavrokordatos và là cháu của người tiền nhiệm, Alexandru I Mavrokordatos. Ngả về phe Nga, ông từ nhiệm và chạy về Nga cho đến lúc mất. |
| Alexandru Ypsilantis (1726 – 1804) | không khung | 14 tháng 12 năm 1786 – 19 tháng 4 năm 1788        | Ypsilantis                                           | Ecaterine Mourousi 1 người con                                                                    | Ông được người Ottoman tin tưởng giao lại chức vụ sau vụ Alexandru II bỏ trốn sang Nga. Bị người Áo bắt giam không lâu sau khi chiến tranh nổ ra với nước này, với động cơ đằng sau không thực sự rõ ràng. |
| Manole Giani (1715 – 1794) |             | 19 tháng 4 năm 1788 – 14 (?) tháng 10 năm 1788    | Rosetti                                              | Không rõ                                                                                          | Ông được người Ottoman bổ nhiệm nhằm cùng Nicolae Mavrogheni phòng thủ chống liên quân Nga-Áo, tuy nhiên các boyar không hưởng ứng lời kêu gọi của ông. Tham gia một số trận chiến trong mùa hè năm 1788 trước khi bất đồng nổ ra giữa ông và quân đội Ottoman. Điều này khiến ông đào thoát phe sang Nga và mất tại nước này. |
| Nga chiếm đóng (Tháng 10 năm 1788 – 9 tháng 1 năm 1792) |             |                                                   |                                                      |                                                                                                   | |
| Alexandru Mourouzis (1750/1760 – 1816) | không khung | Sau ngày 9 tháng 1 năm 1792 – 10 tháng 1 năm 1793 | Mourouzis                                            | Zoí Rosetti-Rantoukanou 11 người con                                                              | Con của Constantin Mourouzis. Giữ chức Đại Dragoman của Hội đồng Đế quốc (tercümân-ı başı dîvân-ı hümâyûn) và giúp đám phán hoà ước Iași giữa Nga và Ottoman. Do những thành tích như vậy, ông được người Ottoman tưởng thưởng bằng việc bổ nhiệm vào chức vương công xứ Moldova. Được người Thổ chuyển sang cai trị xứ Valahia không lâu sau đó. |
| Mihai Soutsou (1730 – 1803) | không khung | 10 tháng 1 năm 1793 – 5 tháng 5 năm 1795          | Soutsou                                              | Sevastia Kallimachis 3 người con                                                                  | Giữ chức Đại Dragoman của Hội đồng Đế quốc (tercümân-ı başı dîvân-ı hümâyûn) giai đoạn 1782 – 1783. Trao đổi chức vụ hospodar xứ Moldova với Alexandru Mourouzis (ông này sau đó làm hospodar xứ Valahia). Bị người Thổ phế truất vì không hài lòng về cách ông cai trị tại đây. |
| Alexandru Kallimachi (1737 – 1821) | không khung | 5 tháng 5 năm 1795 – 9 tháng 3 năm 1799           | Kallimachi                                           | Elena Ghica 3 người con                                                                           | Con của Ioan Teodor Kallimachi. Tích cực tham gia liên minh chống Pháp với Nga. Bị phế truất và chuyển sang cai trị xứ Valahia. |
| Constantin Ypsilantis (1760 – 1816) | không khung | 9 tháng 3 năm 1799 – 4 tháng 7 năm 1801           | Ypsilantis                                           | Rallou Kallimachi 1 người con Elisabet Ypsilanti 7 người con                                      | Con của Alexandru Ypsilantis. Tiếp tục chính sách của người tiền nhiệm. Bị phế truất vì xu hướng thân Nga. |
| Alexandru Soutsou (1758 – 1821) | không khung | 4 tháng 7 năm 1801 – 1 tháng 10 năm 1802          | Soutsou                                              | Euphrosine Kallimachis 1795 Không rõ tình trạng con cái                                           | Cháu bên nội của Mihai Soutsou. Sau chuyến viếng thăm của Nga vào Moldova trong thời gian cuối thời gian cai trị của ông ở Moldova, người Ottoman tiến hành bổ nhiệm ông làm vương công xứ Valahia mà không rõ lý do. |
| Kaĭmakam Iordache Cantacuzino (1740 – 1826) |             | 1 tháng 10 năm 1802 – 4 tháng 11 năm 1802         | Cantacuzino                                          | Ana Ventura 1775 8 người con                                                                      | Caicaman được Alexandru Soutsou bổ nhiệm trước khi rời đi. |
| Alexandru Mourouzis (1750/1760 – 1816) | không khung | 4 tháng 11 năm 1802 – 24 tháng 8 năm 1806         | Mourouzis                                            | Zoí Rosetti-Rantoukanou 11 người con                                                              | Được bổ nhiệm lần thứ hai trước sự nài nỉ của Pháp. Tuy nhiên các hoạt động thân Nga trong suốt thời gian cầm quyền của ông khiến đại sứ Pháp tại Ottoman là Horace Sébastiani bất bình, khiến Selim III cách chức ông. Điều này sẽ là nguyên cớ khiến cho xung đột giữa Nga và Ottoman nổ ra không lâu sau đó. |
| Scarlat Kallimachi (1773 – 1821) | không khung | 24 tháng 8 năm 1806 – 17 tháng 10 năm 1806        | Kallimachi                                           | Smaranda Mavrogeni 1 người con                                                                    | Con của Alexandru Kallimachi. Được người Ottoman đưa lên ngôi sau khi được người Pháp thuyết phục, tuy nhiên sức ép của người Nga quá lớn khiến cho triều đình Ottoman phế truất ông không lâu sau đó. |
| Alexandru Mourouzis (1750/1760 – 1816) | không khung | Sau 11 tháng 11 năm 1806 – 19 tháng 3 năm 1807    | Mourouzis                                            | Zoí Rosetti-Rantoukanou 11 người con                                                              | Được tái bổ nhiệm trở lại nhưng không có quyền hành tại thực địa. Không rõ lý do tại sao lại bị người Ottoman cách chức tại lần cai trị này. |
| Alexandru Mourouzis (1750/1760 – 1816) | không khung | 17 tháng 10 năm 1806 – Sau 11 tháng 11 năm 1806   | Mourouzis                                            | Zoí Rosetti-Rantoukanou 11 người con                                                              | Được tái bổ nhiệm trở lại nhưng không có quyền hành tại thực địa. Không rõ lý do tại sao lại bị người Ottoman cách chức tại lần cai trị này. |
| Alexandru Hangerli (1768 – 1854) | không khung | 19 tháng 3 năm 1807 – 4 tháng 8 năm 1807          | Handjeri                                             | Smaranda Kallimachi 6 người con                                                                   | Chú bên ngoại của người kế nhiệm, Scarlat Kallimachi. Được người Ottoman bổ nhiệm nhưng không có quyền hành tại thực địa. Sau bị phế truất với lý do không rõ ràng. |
| Scarlat Kallimachi (1773 – 1821) | không khung | 4 tháng 8 năm 1807 – 13 tháng 6 năm 1810          | Kallimachi                                           | Smaranda Mavrogeni 1 người con                                                                    | Được tái bổ nhiệm trở lại nhưng không có quyền hành tại thực địa. Bị người Nga bắt giữ. |
| Nga chiếm đóng (11 tháng 11 năm 1806 – 28 tháng 5 năm 1812) Để xem danh sách những người cai trị vùng Bessarabia trong và sau thời gian này, xem Danh sách người đứng đầu tỉnh Bessarabia (Nga) |             |                                                   |                                                      |                                                                                                   | |
| Kaĭmakam Iordache Ruset-Roznovan (k. 1764 – 1836) |             | 7 tháng 12 năm 1806 – 31 tháng 12 năm 1806        | Rosett                                               | Profira Balș 2 người con Anica Bogdan Không có con                                                | Được người Nga bổ nhiệm làm vương công sau khi ông này trốn đến Iași, không lâu sau khi chiến tranh Nga-Ottoman nổ ra. Không rõ hoàn cảnh dẫn đến việc ông không còn giữ chức vụ này nữa. |
| Kaĭmakam Veniamin Costache (1768 – 1846) | không khung | 1 tháng 1 năm 1807 – Tháng 10 năm 1808            | Costăchești                                          | Không kết hôn                                                                                     | Con của một gia tộc gốc Moldova. Được người Ottoman bổ nhiệm làm phó vương công lần đầu trước cả khi Scarlat Kallimachi nhậm chức. Thời gian nắm quyền đầu tiên của ông bị gián đoạn bởi cuộc xâm lược của người Nga vào xứ Moldava, mặc dù vậy ông vẫn là phó vương công trên danh nghĩa cho đến tận năm 1812. Ông được cho là người ủng hộ việc sát nhập xứ Moldava vào Nga, theo wiki tiếng Nga. |
| Kaĭmakam Veniamin Costache (1768 – 1846) | không khung | Tháng 10 năm 1808 – 21 tháng 7 năm 1812           | Costăchești                                          | Không kết hôn                                                                                     | Con của một gia tộc gốc Moldova. Được người Ottoman bổ nhiệm làm phó vương công lần đầu trước cả khi Scarlat Kallimachi nhậm chức. Thời gian nắm quyền đầu tiên của ông bị gián đoạn bởi cuộc xâm lược của người Nga vào xứ Moldava, mặc dù vậy ông vẫn là phó vương công trên danh nghĩa cho đến tận năm 1812. Ông được cho là người ủng hộ việc sát nhập xứ Moldava vào Nga, theo wiki tiếng Nga. |
| Scarlat Kallimachi (1773 – 1821) | không khung | 17 tháng 9 năm 1812 – 13 tháng 6 năm 1819         | Kallimachi                                           | Smaranda Mavrogeni 1 người con                                                                    | Được bổ nhiệm lần thứ ba, có lẽ là sau khi nhiệm kỳ của caicaman Veniamin Costache và cũng ngay sau lúc ông được thả bởi người Nga. Thời kỳ cai trị của ông lần này được đánh giá là tương đối ôn hoà, với việc ông ban hành nhiều cải cách và có xu hướng thân Pháp. Tự nguyện từ chức. |
| Kaĭmakam, Postelnic Manu (? – ?) Kaĭmakam, Postelnic Rizo (? – ?) |             | Tháng 6 năm 1819 – Tháng 9 năm 1819               | Nhiều gia tộc (không rõ cụ thể gia tộc nào) cai trị. | Không rõ Không rõ                                                                                 | Không có ghi chép về tình hình cầm quyền của các postelnic trong thời gian này. |
| Kaĭmakam, Postelnic Manu (? – ?) Kaĭmakam, Postelnic Rizo (? – ?) |             | Tháng 6 năm 1819 – Tháng 9 năm 1819               | Nhiều gia tộc (không rõ cụ thể gia tộc nào) cai trị. | Không rõ Không rõ                                                                                 | Không có ghi chép về tình hình cầm quyền của các postelnic trong thời gian này. |
| Mihai Soutsou (1778/1784 – 1864) | không khung | 13 tháng 6 năm 1819 – 29 tháng 3 năm 1821         | Soutsou                                              | Roxani Karatzas 1812 7 người con                                                                  | Cháu của Michael Drakos Soutsou. Được người Ottoman bổ nhiệm lên ngôi. Trong thời gian làm vương công xứ Moldova, ông đồng thời tham gia nội các của sultan Mahmud II. Trong thời gian này ông cũng tham gia Filiki Etaireia, một tổ chức chống Ottoman với mục đích giải phóng Hi Lạp khỏi ách thống trị của đế quốc này. Vì vậy mà khi cuộc khởi nghĩa ở Valahia do Alexandros Ypsilantis nổ ra và tiến vào Moldova thì ông này mở cửa cho quân khởi nghĩa vào. Sau đó, phong trào này suy yếu và bản thân ông cũng phải chịu áp lực từ các boyar địa phương, rồi sau cùng ông bị họ phế truất. |
| Quân Pandur–Arnaut chiếm đóng (25/26/27/28 tháng 2 năm 1821 – Sau ngày 6 tháng 8 năm 1821) |             |                                                   |                                                      |                                                                                                   | |
| Kaĭmakam Veniamin Costache (1768 – 1846) | không khung | 29 tháng 3 năm 1821 – Tháng 9 năm 1821            | Costăchești                                          | Không kết hôn                                                                                     | Lần nắm quyền thứ hai này của ông bị gián đoạn bởi cuộc khởi nghĩa năm 1821 ở Valahia và Moldova, khiến ông phải rời khỏi đất nước vào tháng 9 cùng năm. |
| Kaĭmakam Stefan Bogoridi (1775/1780 – 1859) | không khung | Tháng 9 năm 1821 – 21 tháng 6 năm 1822            | Gia tộc buôn gia súc ở Vidin                         | Ralu Skanavi 1813 7 người con                                                                     | Được người Thổ cử đi để ổn định tình hình, tuy nhiên những cố gắng để giữ cho tình hình cai trị có lợi cho người Thổ ở công quốc không thành công. Ông cũng là nhà cầm quyền cuối cùng của công quốc Moldava thuộc thời kỳ Fanariotes. |

### Hậu Fanariotes
| Người cai trị                                                      | Chân dung   | Thời gian cai trị                         | Gia tộc                      | Hôn nhân | Ghi chú |
| ------------------------------------------------------------------ | ----------- | ----------------------------------------- | ---------------------------- | --- | --- |
| Ioniță Sandu Sturdza (1762 – 1842)                                 | không khung | 21 tháng 6 năm 1822 – 5 tháng 5 năm 1828  | Sturdza                      | Catherine Rossetti-Roznoveanu 2 người con | Vương công bản địa đầu tiên của người Moldova sau thời kỳ Fanariotes, được bầu sau khi Ottomans lựa chọn từ các ứng cử viên mà một hội đồng boyar đã trình lên trước đó . Ngay sau cách mạng Hy Lạp, Ioan Sturdza đã tham gia tích cực vào việc thanh toán các nhóm quân tàn dư của phe Eterists ở Moldavia cũng như thực hiện nhiều sự thay đổi về giáo dục, hành chính, nông nghiệp cũng như tôn giáo. Các mâu thuẫn của boyar ở trong nước và giữa trong và ngoài nước (chủ yếu là ở Nga, sau khi các boyar theo phe Eterists đào thoát cùng Alexandros Ypsilantis sang nước này) trở thành những vấn đề nổi cộm trên chính trường Moldova thời điểm đó, đăc biệt là sau khi Công ước Cetatea Albă được thông qua, khiến cho vị trí của vương công bị đe doạ nghiêm trọng. Để xoa dịu tình hình, ông đã thực hiện một số nhượng bộ về thuế và quân đội. Bị bắt làm tù binh không lâu sau khi Nga tiến vào Moldova khi chiến tranh Nga-Thổ nổ ra. |
| Nga chiếm đóng (5 tháng 5 năm 1828 – 3 tháng 4 năm 1834)           |             |                                           |                              | | |
| Chính phủ Tiểu pháp hiến (1832 – 1856)                             |             |                                           |                              | | |
| Mihail Sturdza (1794 – 1884)                                       | không khung | 3 tháng 4 năm 1834 – Tháng 6 năm 1849     | Sturdza                      | Elena Rosetti 1817 (Ly dị năm 1822) 2 người con Smaragda Vogoride Sau năm 1822 2 người con                                                                    | Lên ngôi sau cuộc bầu cử vương công năm 1822 dưới sự đồng ý của Nga và Ottoman. Trong thời kỳ trị vì của mình, ông cho ban hành các chính sách khuyến khích giáo dục cũng như hiện đại hoá (một phần) đất nước. Đàn áp phong trào hiến pháp ở Moldova không đổ máu, mặc dù phải nhờ tới sự trợ giúp quân sự của Nga. Từ chức không lâu sau khi công ước Balta Liman được ký kết để mở đường cho việc lựa chọn các vị vương công mới. |
| Nga-Ottoman chiếm đóng (Tháng 6 năm 1849 – 14 tháng 10 năm 1849)   |             |                                           |                              | | |
| Grigore Alexandru Ghica (1803/1807 – 1857)                         | không khung | 14 tháng 10 năm 1849 – Tháng 6 năm 1853   | Ghica                        | Elena Sturdza 3 tháng 10 năm 1825 (Ly dị năm 1833) 4 người con Ana Catargi 1835 (Ly dị năm 1839) 2 người con Euphrosine Leroy 9 tháng 10 năm 1856 2 người con | Lên ngôi sau khi được các Divan uỷ quyền hai đế quốc là Nga và Ottoman bổ nhiệm. Thực hiện nhiều cải cách liên quan đến hành chính, thuế thương mại, bóc lột nông dân, khoan dung tôn giáo, y tế và giáo dục. Bị người Nga tiếp quản công quốc sau khi chiến tranh Krym nổ ra. |
| Nga chiếm đóng (Tháng 6 năm 1853 – 23 tháng 6 năm 1854)            |             |                                           |                              | | |
| Áo chiếm đóng (23 tháng 6 năm 1854 – 3 tháng 6 năm 1856)           |             |                                           |                              | | |
| Xứ bảo hộ theo Hiệp ước Paris (1856 – 1862)                        |             |                                           |                              | | |
| Grigore Alexandru Ghica (1803/1807 – 1857)                         | không khung | 11 tháng 10 năm 1854 – 3 tháng 6 năm 1856 | Ghica                        | Elena Sturdza 3 tháng 10 năm 1825 (Ly dị năm 1833) 4 người con Ana Catargi 1835 (Ly dị năm 1839) 2 người con Euphrosine Leroy 9 tháng 10 năm 1856 2 người con | Bị triệu hồi (tháng 10 năm 1854) để cai trị dưới sự chiếm đóng của Áo. Trong thời gian cai trị này, ông đã thông qua được dự luật bãi bỏ nô lệ. Ông cũng là người thiết lập nền móng cho chủ nghĩa dân tộc phát triển ở Moldova, kêu gọi thống nhất hai xứ Moldova và Valahia và khuyến khích hoạt động của đảng Dân tộc (những năm cuối thậm chí ông còn cho một số thành viên vào đảng này và trong chính quyền ở Moldova, gây ra sự phản đối nghiêm trọng từ Áo và Ottoman). Ông cũng thông qua dự luật nhằm bãi bỏ việc kiểm duyệt và thiết lập quyền tự do báo chí. |
| Hội đồng Đặc chính quản lý (3 tháng 6 – 20 tháng 7 năm 1856)       |             |                                           |                              | | |
| Kaĭmakam Teodor Balș (1805 – 1857)                                 |             | 20 tháng 7 năm 1856 – 1 tháng 3 năm 1857  | ?                            | Catinca Dimachi 1 người con Maria Conachi 2 người con | Được bổ nhiệm để cai quản công quốc tạm thời sau khi vị vương công trước từ chức sau nhiệm kỳ 7 năm làm vương công của mình. Có quan điểm đối lập với vị vương công trước, do vậy rất nhiều chính sách tiến bộ của Grigore Alexandru Ghica đã bị ông này cho huỷ bỏ. Mất đột ngột trong khi đang tại chức. |
| Kaĭmakam Nikola Bogoridi (1820 – 1863)                             | không khung | 7 tháng 3 năm 1857 – 20 tháng 10 năm 1858 | Gia tộc buôn gia súc ở Vidin | Ecaterina Cocuța Conachi 1846 (Ly dị năm 1860) 4 người con | Được bổ nhiệm để cai quản công quốc sau khi vị kaĭmakam tiền nhiệm mất. Ông tiếp tục các chính sách bảo thủ của người tiền nhiệm. Các cuộc bầu cử bầu vương công cho xứ Moldava diễn ra vào ngày 19 tháng 7 cùng năm bị ông này khống chế khi cho các thành viên có khuynh hướng bảo thủ, thân Ottoman và chống hợp nhất với xứ Valahia chiếm phần lớn trong số các ứng cử viên của mình tham gia bầu cử. Mặc dù được Ottoman và Áo hậu thuẫn, các nước châu Âu khác tham gia hiệp ước Paris năm 1856 cùng Phổ tham gia giám sát bầu cử đều phản đối và ra tuyên bố cắt đứt quan hệ ngoại giao với Ottoman. Ottoman theo đó phải nhượng bộ, cho tiến hành bầu cử lại tại xứ này đồng thời đảm bảo các ứng cử viên tham gia công bằng, với phần lớn ứng cử viên tham gia ủng hộ việc hợp nhất giữa hai vương quốc. Từ chức sau khi kết thúc nhiệm kỳ Kaĭmakam cuả mình.                                                                              |
| Chính phủ Tam Kaymakam (21 tháng 10 năm 1858 – 5 tháng 1 năm 1859) |             |                                           |                              | | |
| Alexandru Ioan Cuza (20 tháng 3 năm 1820 – 15 tháng 5 năm 1873)    | không khung | 5 tháng 2 năm 1862 – 22 tháng 2 năm 1866  | Cuza                         | Elena Cuza 30 tháng 4 năm 1844 Không có con | Chính thức tuyên bố thành lập Liên hiệp Thân vương quốc tháng 2 năm 1862. Tiến hành cải cách về đất đai sau đó nhưng không đạt được thành công như mong đợi, ông dần bị dân chúng và các chính trị gia bất mãn, dẫn đến việc ông bị một nhóm quân nhân đột nhập và buộc ông phải ký vào văn bản thoái vị tháng 2 năm 1866. |
| Thân vương quốc Liên hiệp Moldova và Valahia                       |             |                                           |                              | | |